# Palmi
Palmi (IPA: [ˈpalmi], Pàrmi in calabrese) è un comune italiano di 18 000 abitanti della città metropolitana di Reggio Calabria. La città è un attivo centro agricolo, commerciale e balneare, fra i principali dell'area piana di Gioia Tauro e della città metropolitana di Reggio Calabria.

## Geografia fisica

### Territorio
(Keppel Richard Craven, A tour through the southern provinces of the kingdom of Naples, 1821)

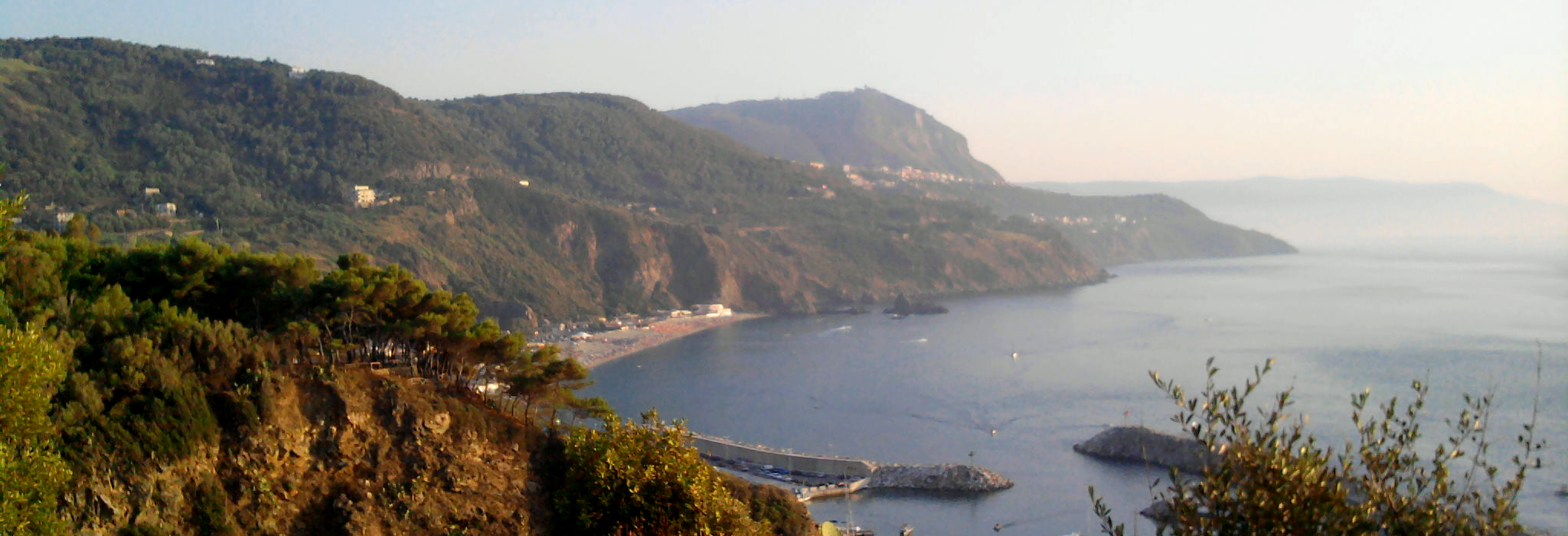
Baia della Tonnara di Palmi con, sullo sfondo, il pianoro di Palmi ed il monte Sant'Elia.

Palmi sorge sul mar Tirreno, a ridosso delle pendici del Monte Sant'Elia, su un terrazzamento che sovrasta un tratto di Costa Viola.
Gran parte del territorio comunale consiste di una serie di terrazzamenti collinari che degradano rapidamente verso il mare tramite un sistema di falesie, piccole spiagge e scogliere. Su un terrazzamento a quota 228 metri s.l.m. si trova il centro storico con la casa comunale, mentre su un altro, posto più a nord a 100 metri s.l.m., è ubicata la frazione di Taureana. La restante parte della superficie è costituita a sud dal Monte Sant'Elia (582 metri s.l.m.) e a nord-ovest da un territorio pianeggiante su cui sorgono i quartieri balneari che formano il Lido di Palmi.

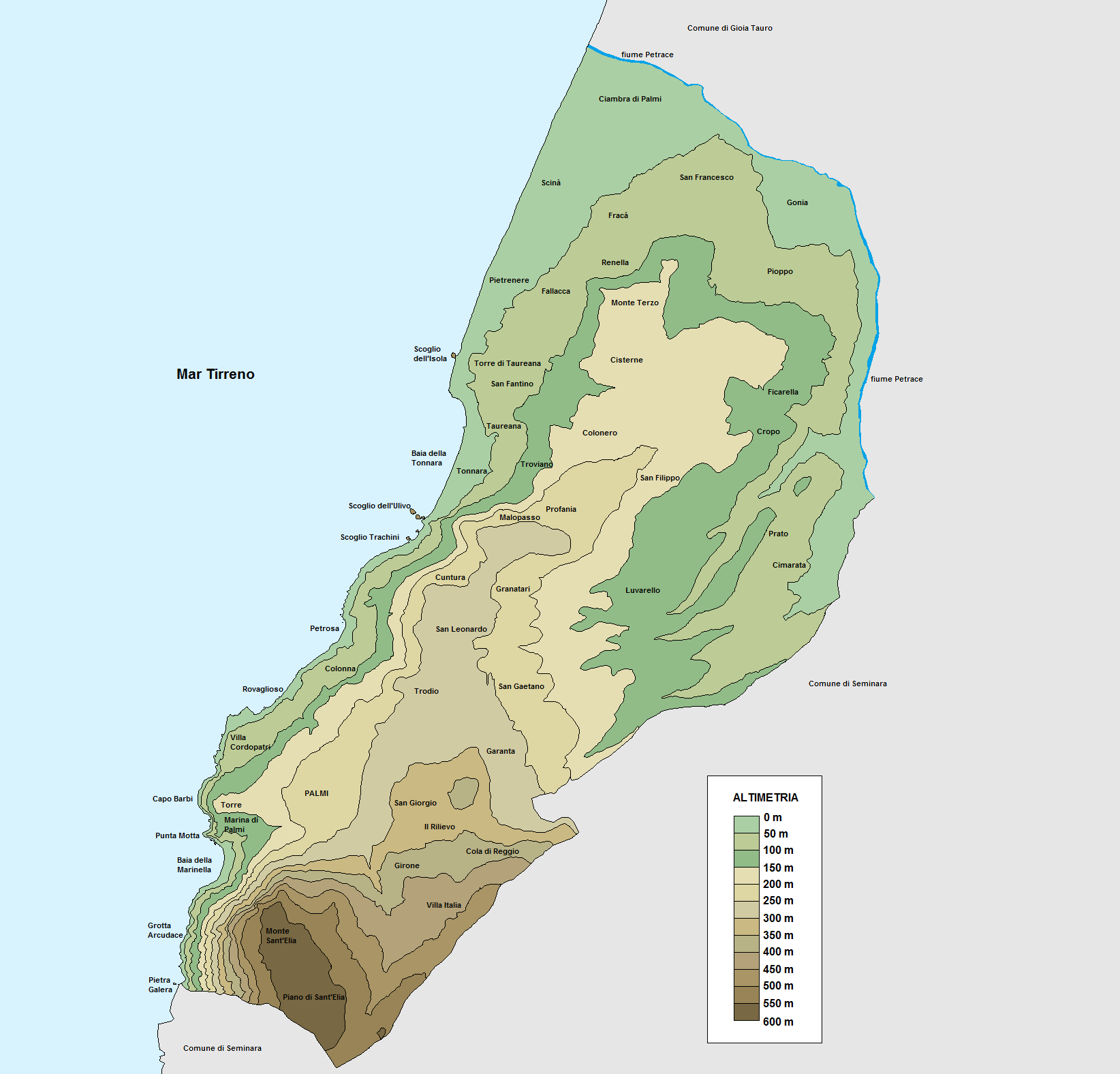
Carta fisica del comune di Palmi.

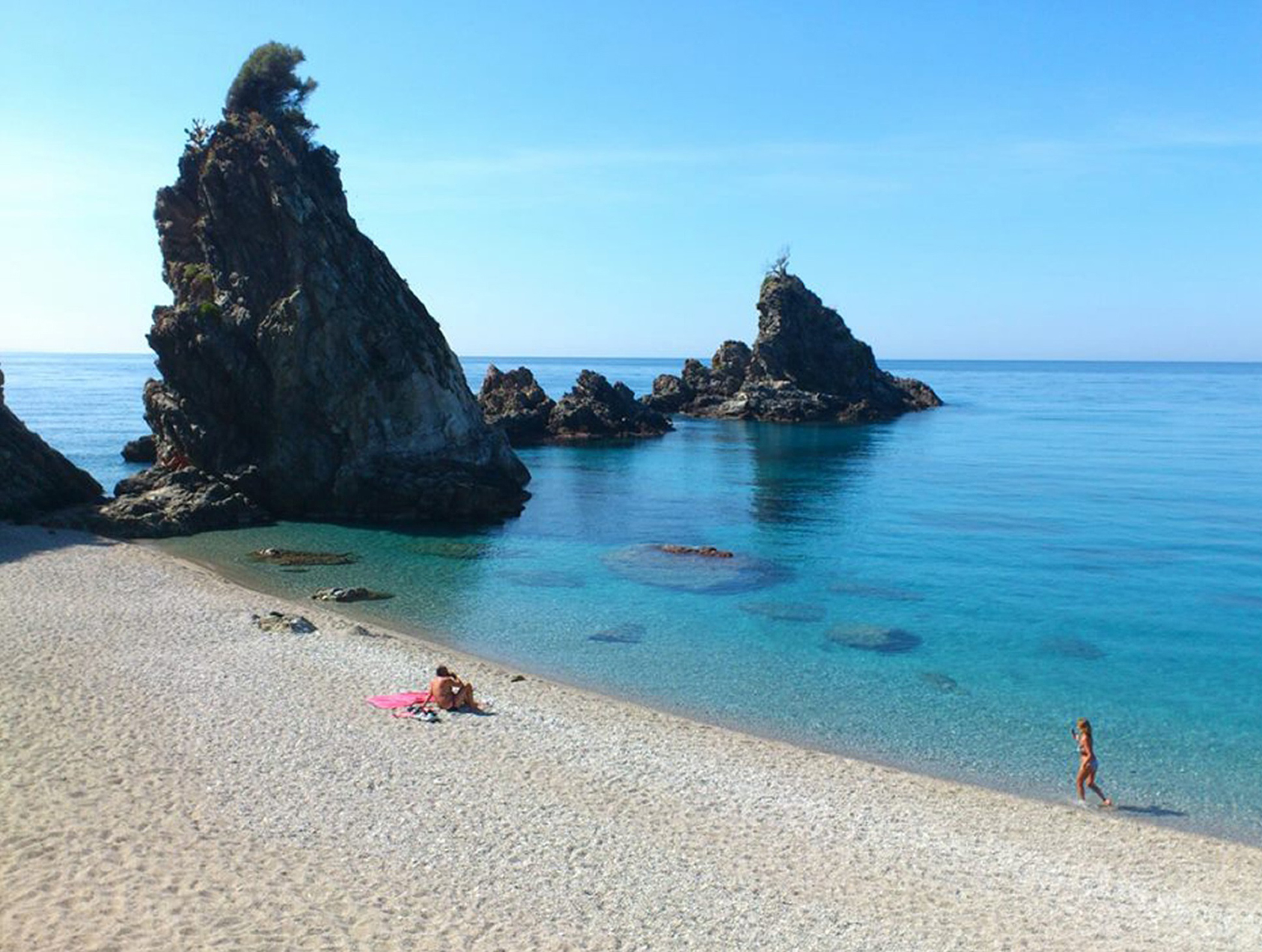
Spiaggia del Lido di Palmi con gli scogli Agliastro.

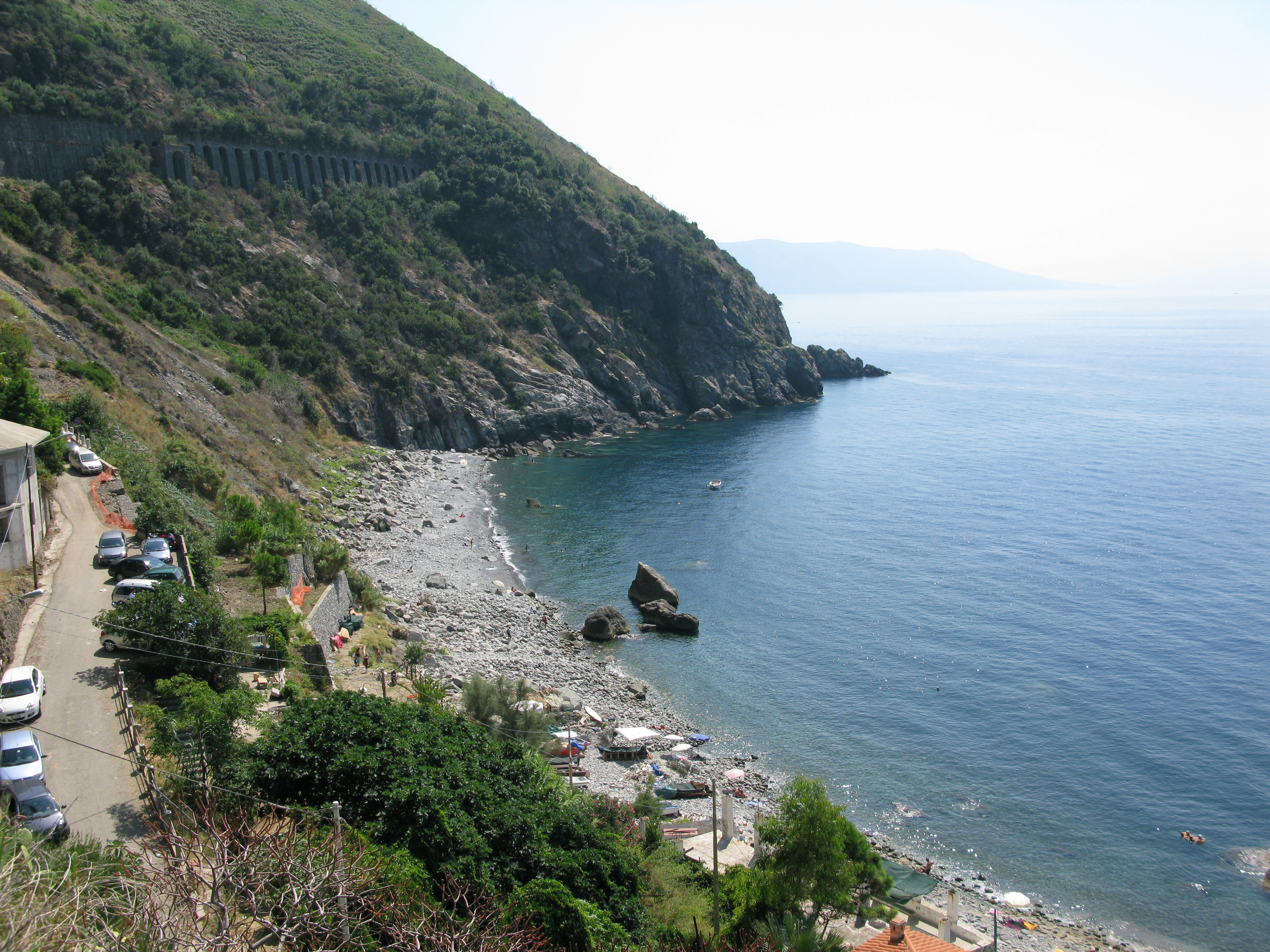
La baia della Marina di Palmi.

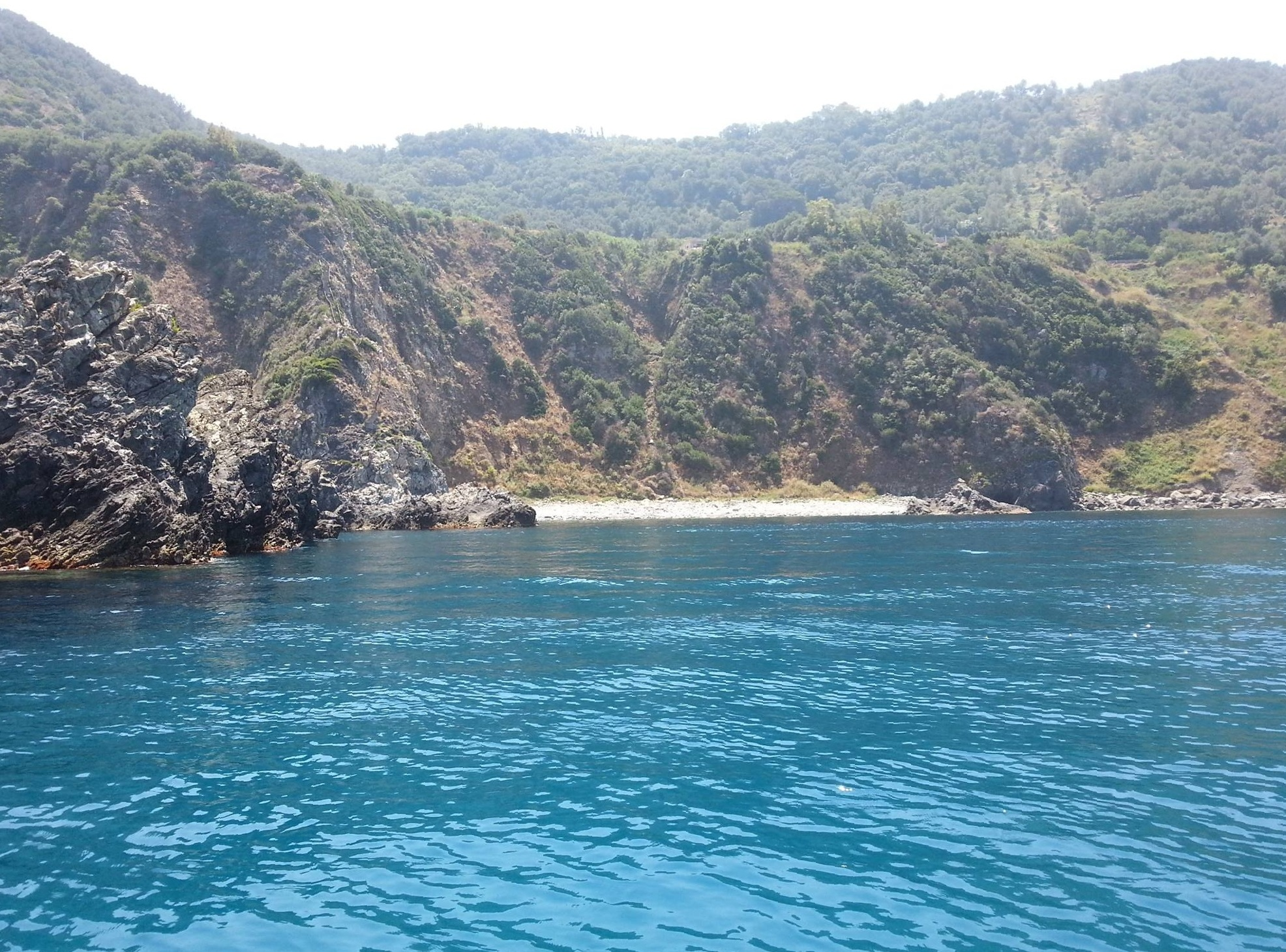
la spiaggia di Trachini.

Oltre il territorio comunale, a nord, si estende la seconda per ampiezza zona pianeggiante della Calabria che prende, tra gli altri, il nome di Piana di Gioia Tauro (anche conosciuta come Piana di Palmi).
Il corso d'acqua principale è il fiume Petrace, che segna il confine nord-est del territorio comunale, dalla località Pontevecchio fino alla sua foce sul mar Tirreno. La sua portata media è di circa 8 m³/s.
La punta più ad ovest è denominata Capo Barbi, e da questo promontorio inizia la Costa Viola. Il nome deriva dal fatto che il mare, a poca distanza dalla linea di costa, raggiunge elevate profondità facendo assumere all'acqua un colore blu cupo che il sole al tramonto colora con riflessi viola. Poco più a sud di Capo Barbi vi è la punta Motta.
Tutta la costa di Palmi, nella quale si trovano la baia della Marinella e la baia della Tonnara, è ricca di grotte marine e costiere, spiagge e scogli, tra cui la grotta delle Sirene, la grotta dell'Arcudace e la grotta Perciata, le spiagge della Marinella, di Trachini, della Tonnara e di Pietrenere-Scinà, mentre gli scogli principali sono lo scoglio Trachini, Pietra Galera, lo scoglio dell'Isola e gli scogli Agliastro. Tra questi ultimi vi è il celebre scoglio dell'Ulivo, sulla cui sommità nei secoli passati è cresciuto un albero di olivo.
Una parte del territorio rientra nell'elenco delle zone di protezione speciale e dei siti di interesse comunitario della Regione Calabria.
- Classificazione sismica: zona 1 (sismicità alta), Ordinanza PCM n. 3274 del 20/03/2003

### Clima
Il clima di Palmi è essenzialmente di tipo mediterraneo, caratterizzato da mesi estivi siccitosi ai quali seguono quelli piovosi e nevosi della stagione invernale.
| Palmi                 | Mesi  | Mesi  | Mesi | Mesi | Mesi | Mesi | Mesi | Mesi | Mesi | Mesi  | Mesi  | Mesi  | Stagioni | Stagioni | Stagioni | Stagioni | Anno  |
| Palmi                 | Gen   | Feb   | Mar  | Apr  | Mag  | Giu  | Lug  | Ago  | Set  | Ott   | Nov   | Dic   | Inv      | Pri      | Est      | Aut      | Anno  |
| --------------------- | ----- | ----- | ---- | ---- | ---- | ---- | ---- | ---- | ---- | ----- | ----- | ----- | -------- | -------- | -------- | -------- | ----- |
| T. max. media (°C)    | 9,9   | 10,1  | 13,7 | 16,2 | 23,4 | 27,5 | 30,8 | 32,6 | 28,0 | 23,5  | 14,6  | 12,4  | 10,8     | 17,8     | 30,3     | 22,0     | 20,2  |
| T. min. media (°C)    | 5,1   | 7,1   | 9,1  | 11,0 | 14,8 | 18,2 | 21,7 | 22,0 | 19,1 | 14,9  | 10,1  | 8,7   | 7,0      | 11,6     | 20,6     | 14,7     | 13,5  |
| T. max. assoluta (°C) | 24,2  | 25,2  | 27,0 | 33,0 | 34,8 | 38,0 | 41,3 | 40,5 | 38,0 | 34,0  | 29,3  | 26,0  | 26,0     | 34,8     | 41,3     | 38,0     | 41,3  |
| T. min. assoluta (°C) | −4,0  | −3,0  | −0,4 | 3,0  | 6,0  | 10,8 | 14,4 | 14,4 | 9,2  | 6,5   | 3,6   | 0,0   | −4,0     | −0,4     | 10,8     | 3,6      | −4,0  |
| Precipitazioni (mm)   | 119,4 | 107,4 | 87,8 | 72,0 | 54,9 | 32,4 | 16,9 | 22,5 | 62,8 | 123,7 | 130,4 | 147,7 | 374,5    | 214,7    | 71,8     | 316,9    | 977,9 |
| Giorni di pioggia     | 12    | 10    | 9    | 7    | 5    | 3    | 2    | 2    | 5    | 9     | 10    | 13    | 35       | 21       | 7        | 24       | 87    |

- Classificazione climatica: zona B, 888[16] GG

## Origini del nome
La tradizione secolare attribuisce la denominazione alle numerose palme presenti sul territorio. Con l'indicazione De Palmis Ruggiero I conte di Calabria specificava di concedere nel 1085 la chiesa di San Georgium alla Chiesa di Santa Maria e dei XII apostoli di Bagnara Calabra. Dominus Palmae fu chiamata invece dal barone Iacobus De Roto di Seminara nei registri angioini dei baroni di Calabria del 1333, mentre nei secoli seguenti gli antichi notari si servirono dell'espressione Civitas Palmarum per indicare Palmi. Nel secolo XVI venne chiamata Parma da Gabriele Barrio, Palma da Fra Lando Alberti. Nello stesso secolo ebbe anche il nome di Carlopoli in onore del duca Carlo Spinelli, che la ricostruì fortificata dopo una devastazione saracena, tanto che nel 1567 sono riportati l'appellativo di oppidum (a conferma della fortificazione) e di Palma nunc Carlopolis in quanto la nuova Carlopoli fu costruita accanto al vecchio centro abitato. Solamente nel 1669 si incomincia a trovare Palmi, ma all'inizio del XVIII secolo la città fu detta ordinariamente Palme, nome che prevalse fino al nuovo assetto del regno di Casa Savoia (1860), in cui si stabilì definitivamente il nome Palmi.

## Storia

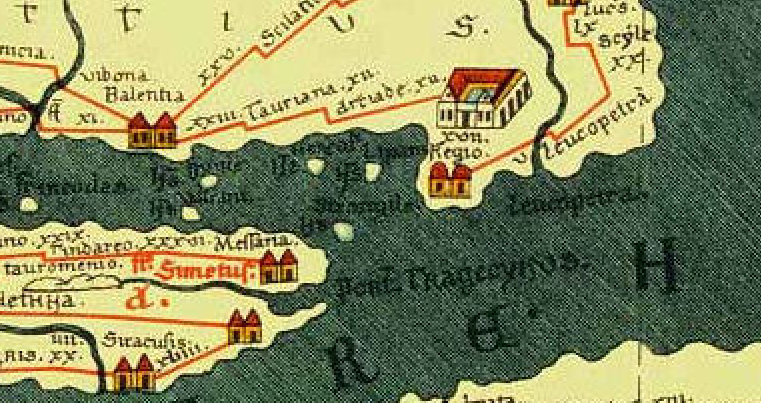
Tabula Peutingeriana con evidenziata Tauriana.

Il territorio comunale fu abitato fin dall'Età del bronzo, come testimoniato dai rinvenimenti ottenuti negli scavi condotti nella Grotta della Pietrosa o dai resti di capanne scoperti a Taureana di Palmi.
Dal IV secolo a.C., e fino al X secolo, nel territorio comunale si sviluppò la città di Tauriana. Sulla sua fondazione, alcune leggende narrano di una possibile colonizzazione achea dell'area. Altre ipotesi storiche ricollegano la nascita della città alla seconda metà del IV secolo a.C., quando dei gruppi brettii, nello specifico i «Tauriani», si resero autonomi dai lucani, raggiungendo e conquistando una parte della Calabria meridionale. La città è segnalata in atti ufficiali di età successiva, quando Tito Livio asserisce che nel 212 a.C., in occasione della Seconda guerra punica, nel Bruttium vi fu il passaggio dei Taureani sotto la protezione di Roma.
Nel 951 Tauriana venne distrutta dalle milizie dell'emiro di Palermo Hasan Ibn Alì e, fuggendo, la parte dei taurianensi dedita ai traffici ed alle arti marinaresche si stabilì nella parte alta della costiera, tra il monte Aulinas ed il fiume Metaurus, nella contrada De Palmis dove vi erano alcune case coloniche.

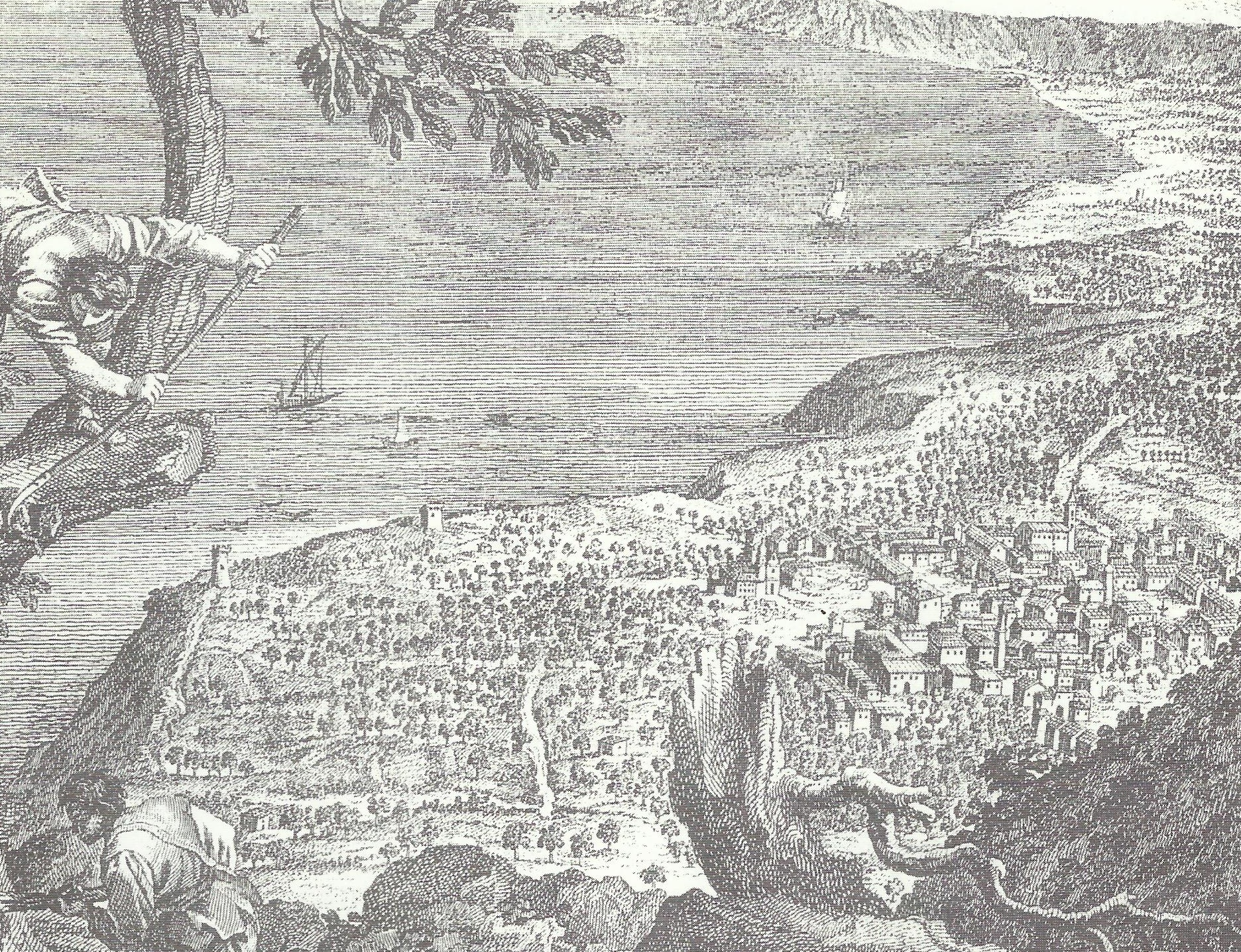
Disegno di Antonio Minasi, del 1779, intitolato "Prospetto del Faro di Messina, riviera di Scilla-Costiera di Parma, e spiaggia di Gioia".

Dei primi secoli di vita del piccolo villaggio di Palmi (Palmae in latino), casale di Seminara, sono giunte ai giorni nostri poche informazioni. Si narra che da Palmi il conte Ruggero I di Sicilia radunò l'armata normanna per muovere alla conquista della Sicilia. Dagli inizi della dominazione normanna, fino al principio del XIII secolo, le uniche notizie riguardano le vicende che accompagnarono i conventi di Sant'Elia lo Juniore e di San Fantino. Le dimensioni dell'abitato nel Trecento dovevano essere contenute, dato che la chiesa di San Nicola era l'unica esistente.
Si rifugiò a Palmi, nel 1495, il re Ferdinando II d'Aragona dopo aver subito una sconfitta a Seminara contro le truppe del generale Robert Stuart d'Aubigny.

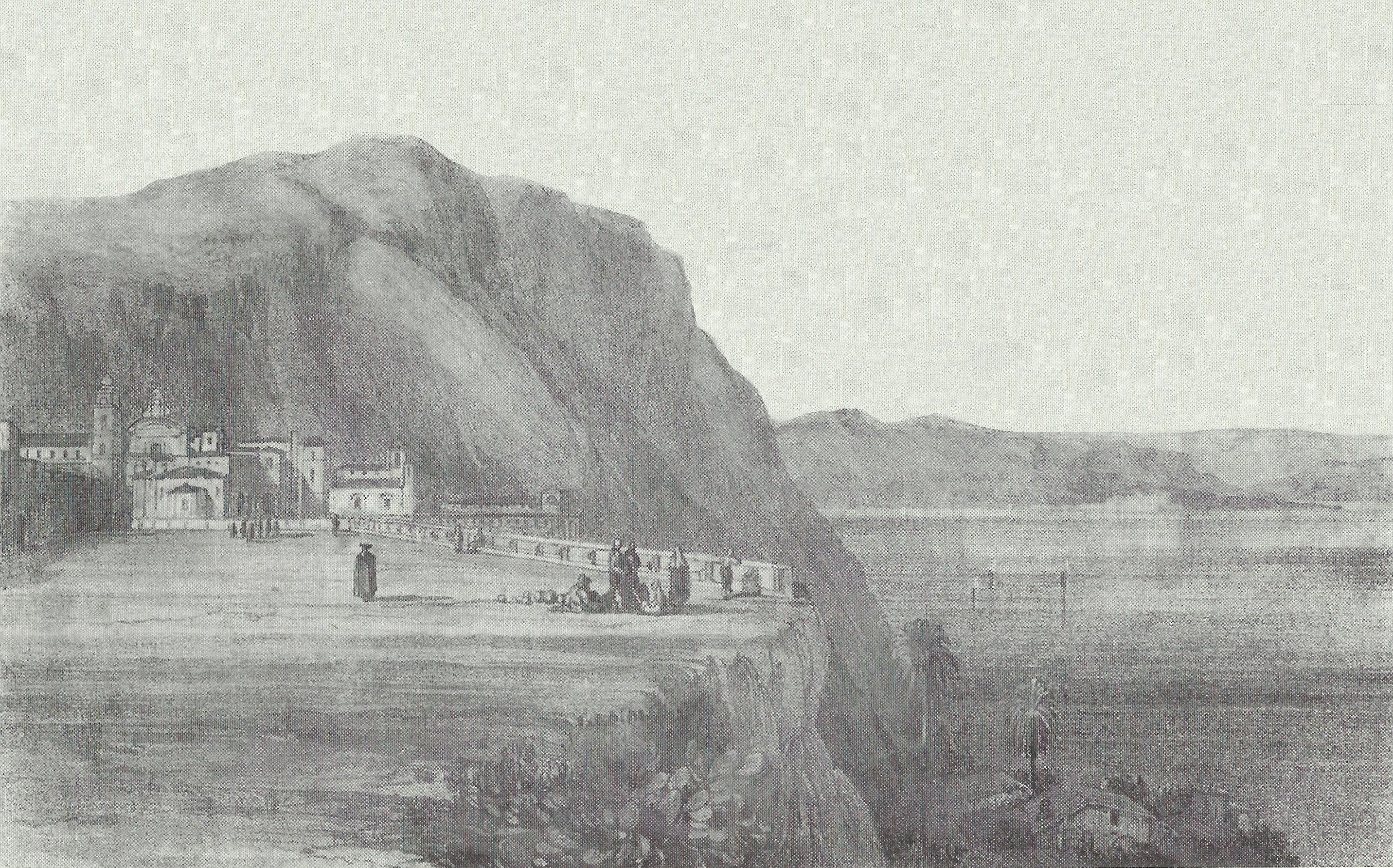
Disegno di Edward Lear inserito nel libro "Diario di un viaggio a piedi, Calabria" del 1847.

Il centro abitato fu colpito nel 1549 dai pirati saraceni e distrutto interamente. Pertanto il feudatario duca Carlo Spinelli, decise di riedificare la città fortificandola. In seguito alla sua ricostruzione la città crebbe ulteriormente d'importanza attirando tutti i traffici marittimi delle coste meridionali della Calabria.
Indipendente da Seminara nel 1632, nel XVII secolo la città si sviluppò urbanisticamente ed economicamente grazie all'attività commerciale dei suoi abitanti ed al marchese Andrea Concublet che le istituì una "fiera". Le mura ad est vennero abbattute per permettere l'unione con i nuovi agglomerati che venivano a formarsi, in conseguenza dell'aumento di popolazione. Sempre nel XVII secolo il tessuto urbano, fino a quel momento costituito da rioni distanti tra di loro, si concentrò intorno ad un nodo principale formato dalla nuova "piazza del Mercato".
Nel XVIII secolo Palmi attraversò il periodo più florido della sua storia, fino a quando fu colpita dal Terremoto della Calabria meridionale del 1783 che la distrusse completamente provocando circa 1.400 morti. La ricostruzione della città avvenne seguendo parzialmente il Piano Regolatore redatto dall'ing. De Cosiron.

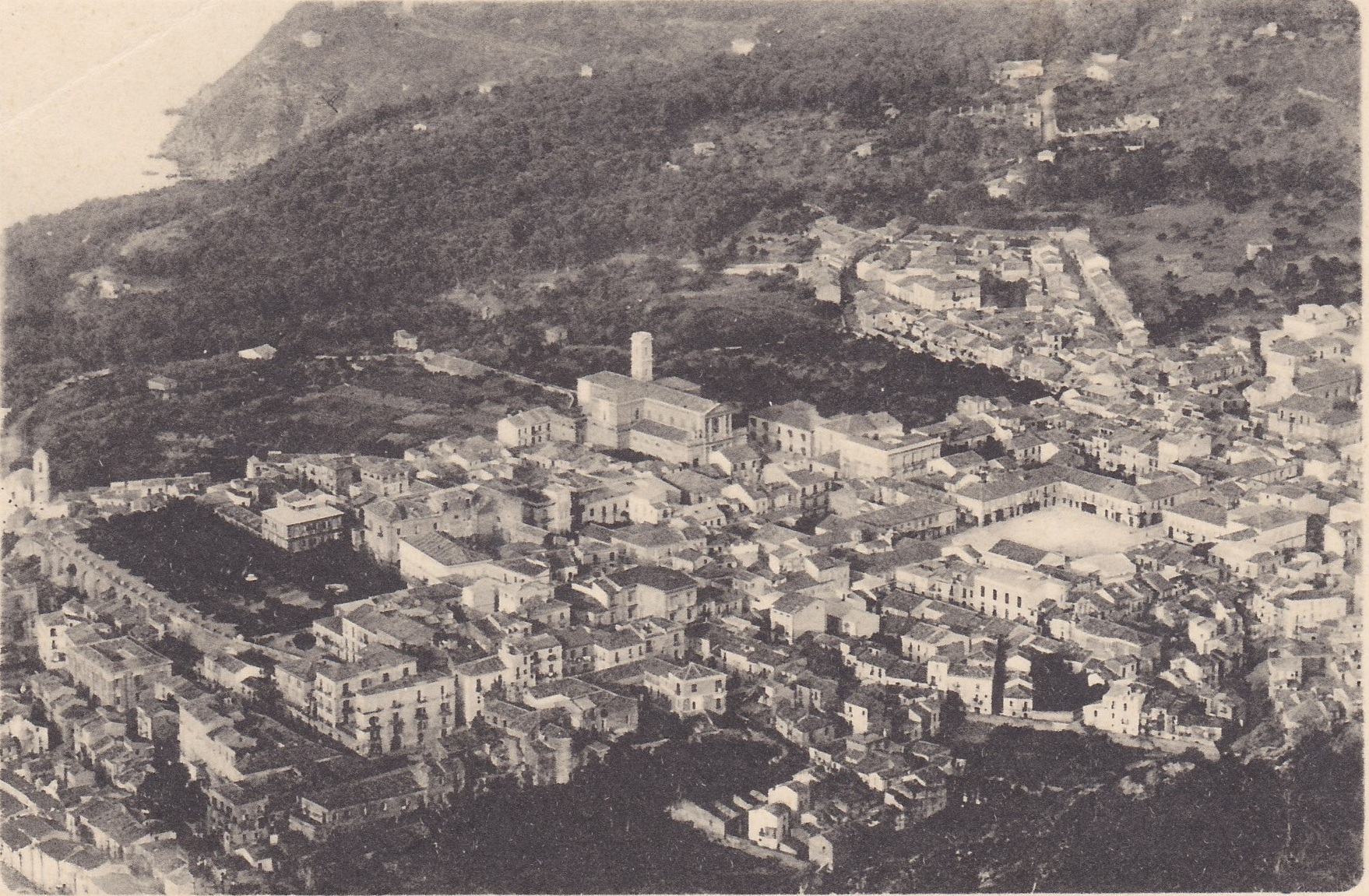
Palmi all'inizio del XX secolo.

La città venne posta a capoluogo di distretto nel 1806. Nel 1860 avvenne lo sbarco di Giuseppe Garibaldi e della spedizione dei mille alla Marina di Palmi, e l'evento fece mettere in fuga il numeroso presidio borbonico presente in città. Con l'Unità d'Italia, il distretto venne abrogato e Palmi fu posta a capo dell'omonimo circondario (abolito nel 1927). Nel 1894 la città fu epicentro di un terremoto che produsse numerose rovine e 9 morti.
Nel 1908 Palmi venne nuovamente distrutta, quasi nella sua totalità, dal violento terremoto del 28 dicembre, che provocò nella sola città calabrese circa 600 morti. Il centro abitato venne ricostruito su progetto dell'ing. Pucci, stravolgendo completamente l'assetto urbano dei secoli passati. La ricostruzione, che interessò tutta la prima metà del XX secolo, rese gradevole l'aspetto della città, con l'uniformità delle volumetrie, con il gusto neoclassico dei nuovi edifici e con la realizzazione di monumenti ed opere d'arte.
Il secondo dopoguerra vide lo sviluppo cittadino nel settore terziario, ponendo Palmi come principale polo amministrativo, direzionale e scolastico del versante tirrenico della provincia grazie all'istituzione di scuole di secondo grado, strutture di forze armate, strutture sanitarie e giudiziarie e sedi di altri enti pubblici e privati. Nel 1998 fu istituito dalla Provincia di Reggio Calabria il Circondario della Piana, rinominato nel 2008 Circondario di Palmi.

### Simboli
Lo stemma, come segno distintivo, e il gonfalone sono stati riconosciuti con decreto del 9 marzo 1935 e trascritti nel libro araldico degli enti morali.
Stemma
Lo stemma raffigura una palma su uno sfondo azzurro, è sormontato da una corona marchionale ed è contornato da bandiere catturate ai pirati barbareschi. Alla base sono disposti due cannoni che ricordano la Cittadella fortificata e munita di mura e, sotto di esse, a sinistra, è posto un fascio di verghe che simboleggia l'unità del popolo a difesa della città, mentre la testa di moro, disegnata a destra, rammenta l'uccisione di un capo corsaro avvenuta durante una delle incursioni subite dalla cittadina.
Lo stemma del comune di Palmi è stato riconosciuto con decreto del capo del governo del 9 marzo 1935, ed è stato rinnovato secondo quanto descritto nello Statuto Comunale.
Gonfalone
L'attuale gonfalone della città di Palmi è stato approvato con Delibera del Consiglio Comunale n. 70 del 28 dicembre 2004.

## Monumenti e luoghi d'interesse

### Architetture religiose

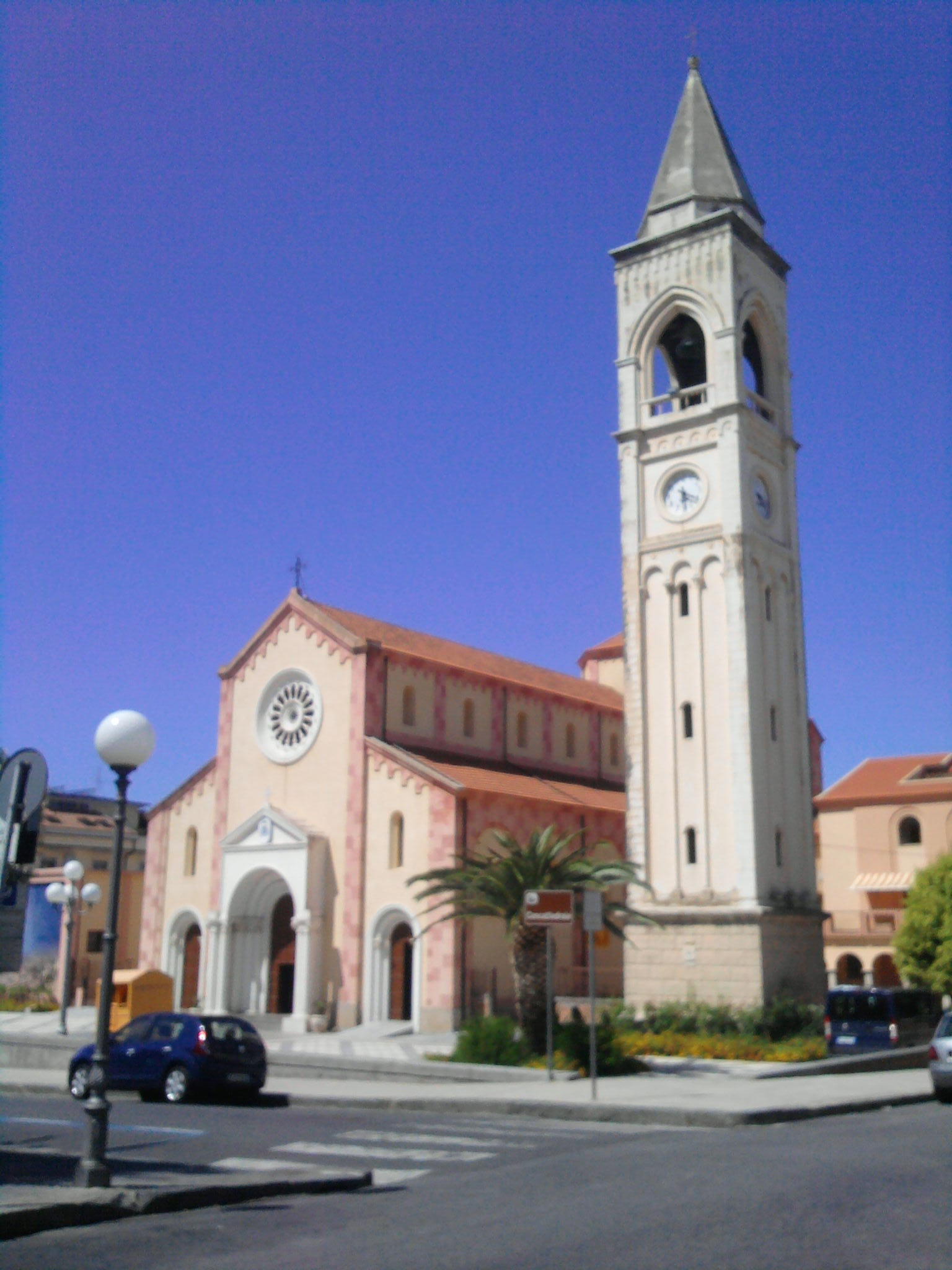
Il Duomo di Palmi.

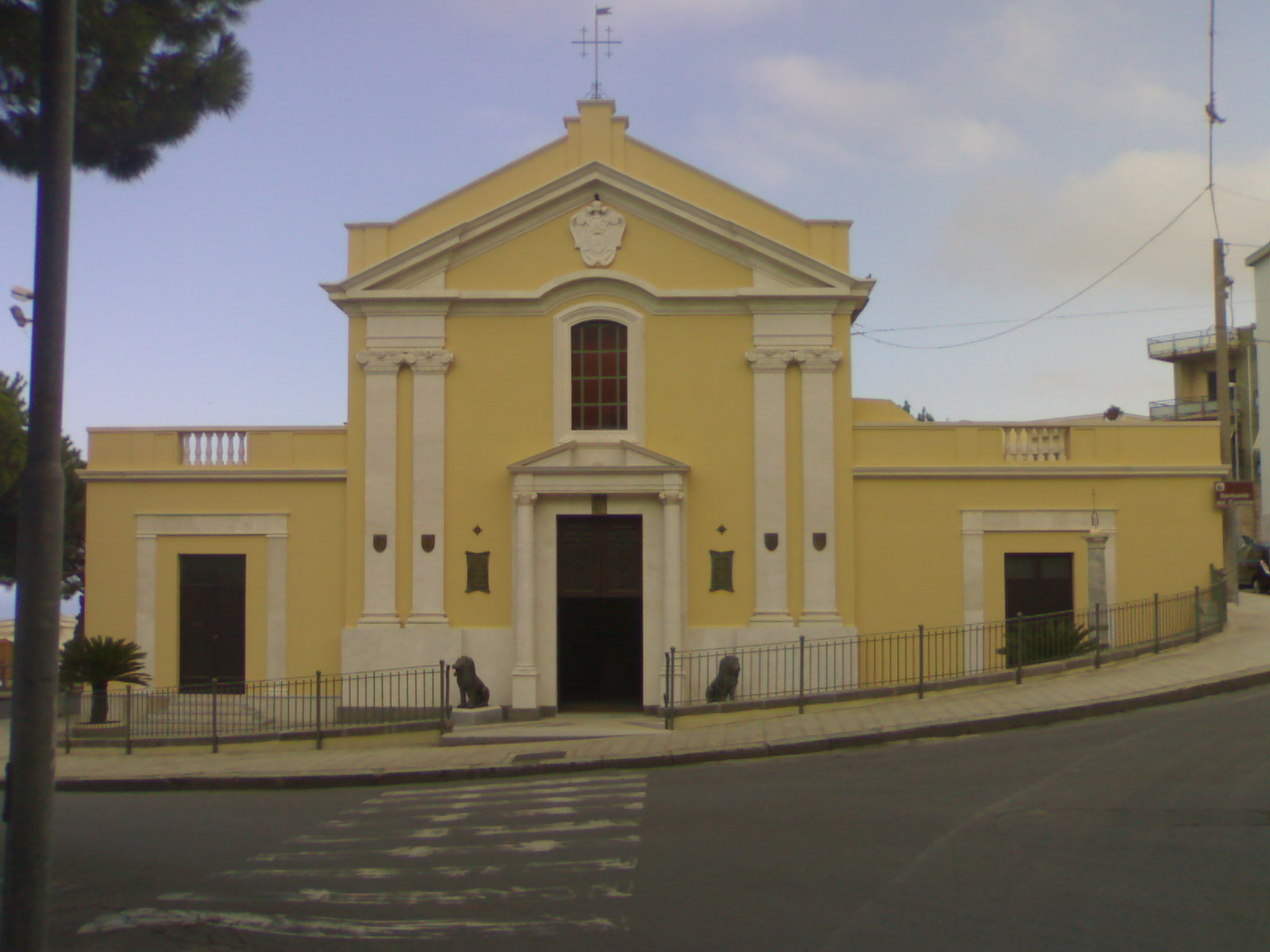
Il santuario di Maria Santissima del Carmelo

#### Chiese
I luoghi di culto della città sono i seguenti:
- Concattedrale di San Nicola (1932), duomo della città e concattedrale della diocesi di Oppido Mamertina-Palmi. L'edificio è in stile neoromanico ed al suo interno conserva un quadro del XVIII secolo della Madonna della Sacra Lettera e la reliquia del Sacro Capello;
- Chiesa di Maria Santissima del Soccorso (anni 1930), in tardo stile barocco, sull'altare maggiore custodisce la settecentesca statua della Madonna del Soccorso;
- Chiesa di Maria Santissima del Rosario (1937), in stile neoromanico, al suo interno contiene la venerata statua di Sant'Antonio di Padova;
- Chiesa della Santa Famiglia (2005), esempio di architettura moderna progettata dagli architetti Flavio Bruna, Aimaro Isola e Roberto Gabetti, ha ricevuto numerose recensioni, tra cui quella della rubrica "una chiesa del mese" della Conferenza Episcopale Italiana;[44]
- Chiesa di Maria Santissima Immacolata e San Rocco (1954), architettura moderna sorta nel luogo dove anticamente vi erano le due chiese distinte dei due suddetti santi. Custodisce le statue, molto venerate dalla popolazione, di San Rocco (XVII secolo) e dell'Immacolata Concezione;
- Santuario di Maria Santissima del Carmelo (1927), in stile barocco con pregevoli bellezze artistiche conservate al suo interno, tra le quali la miracolosa statua della Madonna del Carmine del 1782;
- Chiesa del Santissimo Crocifisso (XVII secolo), in stile barocco, è il luogo di culto più antico del centro storico e al suo interno si trova, sull'altare maggiore, un Crocifisso ligneo del XVII secolo mentre nella cripta sottostante è presente il Sacrario diocesano contenente le reliquie di numerosi santi;
- Oratorio del Santissimo Rosario (1966), luogo di culto in stile moderna che conserva un antico dipinto della Madonna del Rosario.
- Chiesa di San Fantino (1953), architettura moderna di Taureana di Palmi che al suo interno conserva la venerata statua della Madonna dell'Alto Mare;
- Chiesa di Maria Santissima Assunta (1977), chiesa del Pietrenere;
- Chiesa di San Marco (1959), piccola chiesa della Tonnara di Palmi, dedicata al protettore dei pescatori del luogo;
- Chiesa di Sant'Elia (1958), chiesetta posta sulla sommità dell'omonimo monte a ricostruzione del luogo di culto realizzato nell'884 da Sant'Elia lo Juniore. All'interno sono collocate le statue della Madonna della Montagna e di Sant'Elia profeta;
- Chiesa di San Giuseppe (1960), luogo di culto di Palmi Scalo. La chiesa venne realizzata in occasione dei lavori per il raddoppio dei binari della Ferrovia Tirrenica Meridionale, a «perenne memoria» dei crolli avvenuti nel 1955 all'interno della galleria tra Palmi e Bagnara Calabra, che causarono la morte di 23 operai addetti al consolidamento ed alla posa dei binari.

### Architetture civili

#### Palazzi, ville e torri

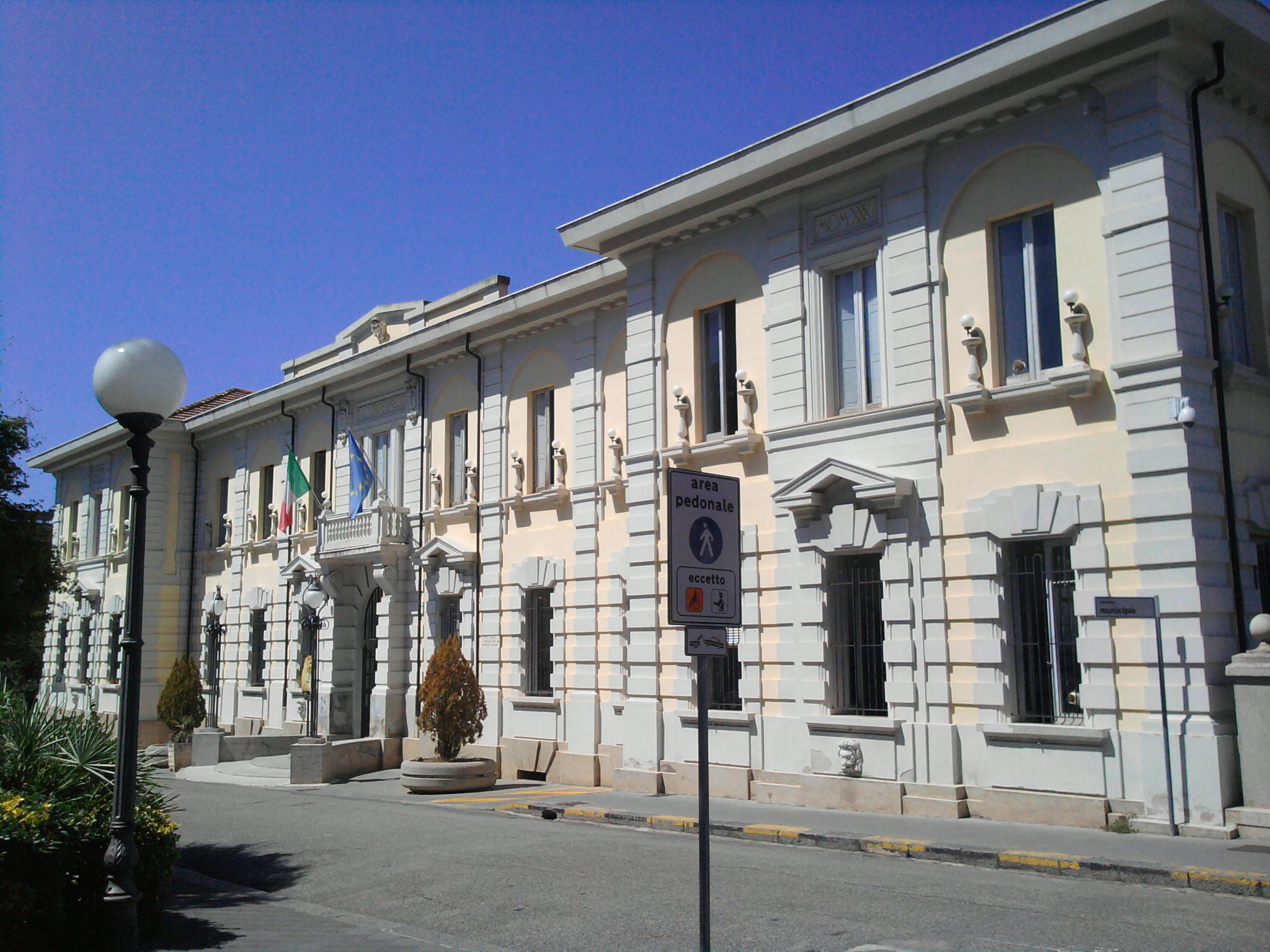
Palazzo San Nicola, sede comunale.

I principali palazzi, ville e torri della città sono i seguenti:
- Palazzo San Nicola (1932), sede attuale del municipio, venne progettato nel 1915 dall'architetto Vittorio Alberto Storchi;[45]
- Torre civica (1954), detta anche "torre dell'orologio". La torre, sorgendo accanto al duomo cittadino ed essendo dotata di campane, svolge anche la funzione di campanile. Con i suoi quaranta metri d'altezza è l'edificio più alto della città;
- Palazzo degli Uffici (XX secolo), in stile neoclassico, risulta essere un complesso architettonico di particolare interesse storico. Eseguito da maestranze provinciali, il palazzo propone una costruzione massiccia ed equilibrata, che evidenzia la sua funzione pubblica di marcata derivazione classica. L'immobile è catalogato nell'elenco dei "luoghi della cultura" del Ministero per i Beni Culturali;
- Palazzo del Tribunale (XX secolo), architettura del periodo fascista, venne realizzato per ospitare il tribunale, la pretura e la corte d'assise del circondario giudiziario di Palmi. Attualmente è ancora sede alcuni uffici del tribunale civile;

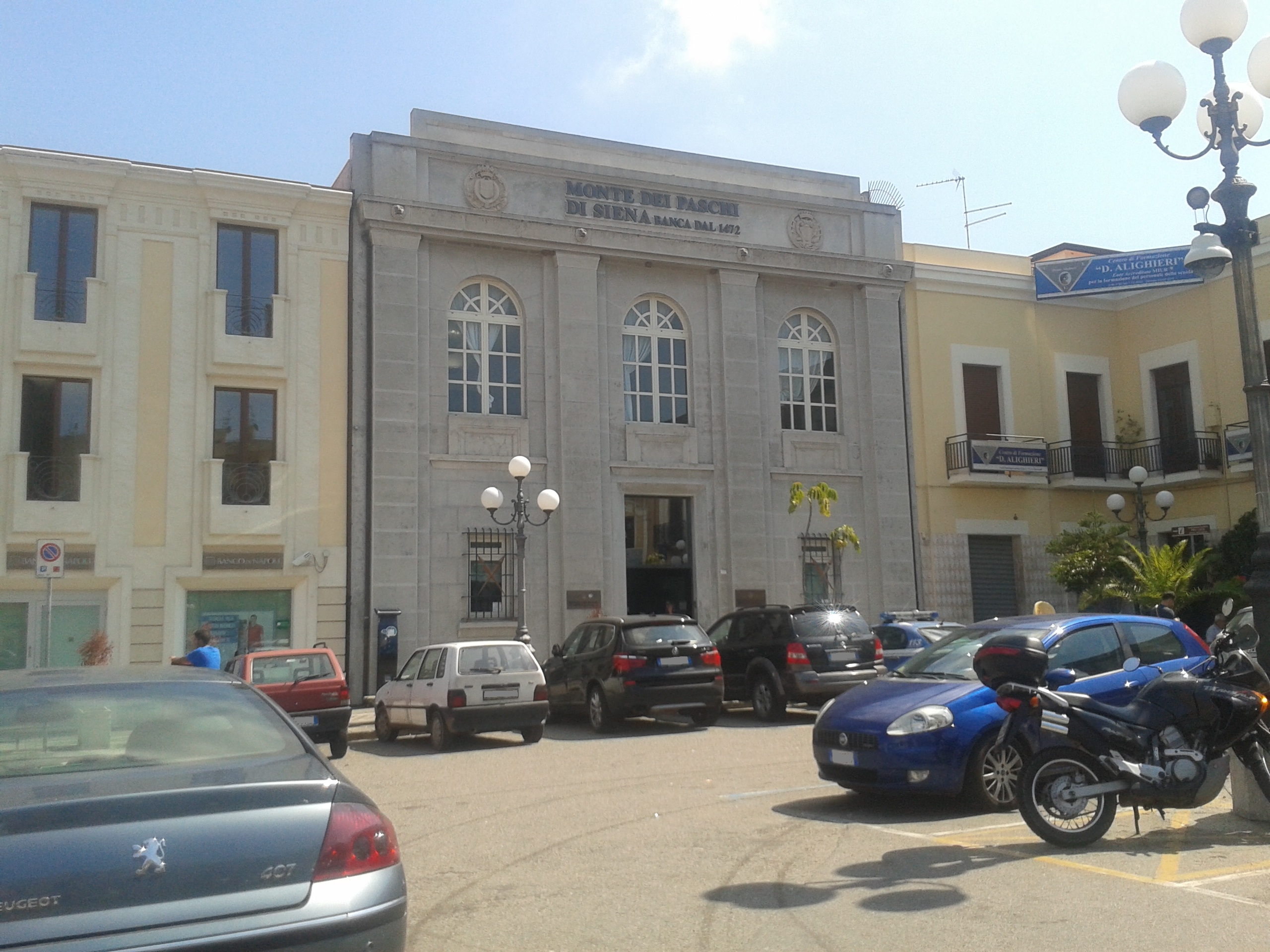
Il palazzo ex sede della Banca Popolare di Palmi, progettato da Marcello Piacentini.

- Palazzo della Caserma dei Carabinieri (XX secolo), in stile neoclassico, è un modello della tipologia edilizia tipica degli edifici pubblici realizzati nella Provincia di Reggio Calabria. Contrassegnato da elementi decorativi della manualità di maestranze provinciali qualificate, l'immobile risulta tra i beni vincolati della Regione Calabria[46] ed è catalogato nell'elenco dei "luoghi della cultura" del Ministero per i Beni Culturali;
- Palazzo Ambesi Impiombato (XX secolo), in stile nazionalista e progettato dall'architetto Marcello Piacentini;[45]
- Palazzo della Banca Popolare, anch'esso fu progettato in stile nazionalista dall'architetto Marcello Piacentini, per ospitare la sede della banca popolare cittadina;
- Palazzo di Giustizia (anni ottanta), esempio di architettura moderna che ospita gran parte degli uffici del tribunale di Palmi;
- Villa Pietrosa, chiamata anche "Villa Repaci" in quanto appartenuta all'omonimo scrittore, fu ristrutturata nel 2008 dal Comune di Palmi tramite concorso.[47] Nelle vicinanze dell'edificio, immerso tra gli ulivi, vi è una piccola grotta ed una "guardiola", osservatorio per la caccia al pescespada piantata sullo sprone di una roccia, in un luogo dal quale è visibile tutta la Costa Viola.[48]

Altri palazzi e ville di interesse sono il Palazzo Bovi, imponente edificio con mura rosse e aperture in marmo bianco al cui interno vi nacque Nicola Antonio Manfroce, il Palazzo Mezzatesta, sulla cui facciata principale è collocata un'edicola con una riproduzione della Madonna del Carmelo a ricordo dell'evento miracoloso del terremoto del 1894 ed il Palazzo Rossi, antico edificio in stile liberty, nel quale lo scrittore Leonida Repaci ambientò un suo romanzo.

#### Teatri

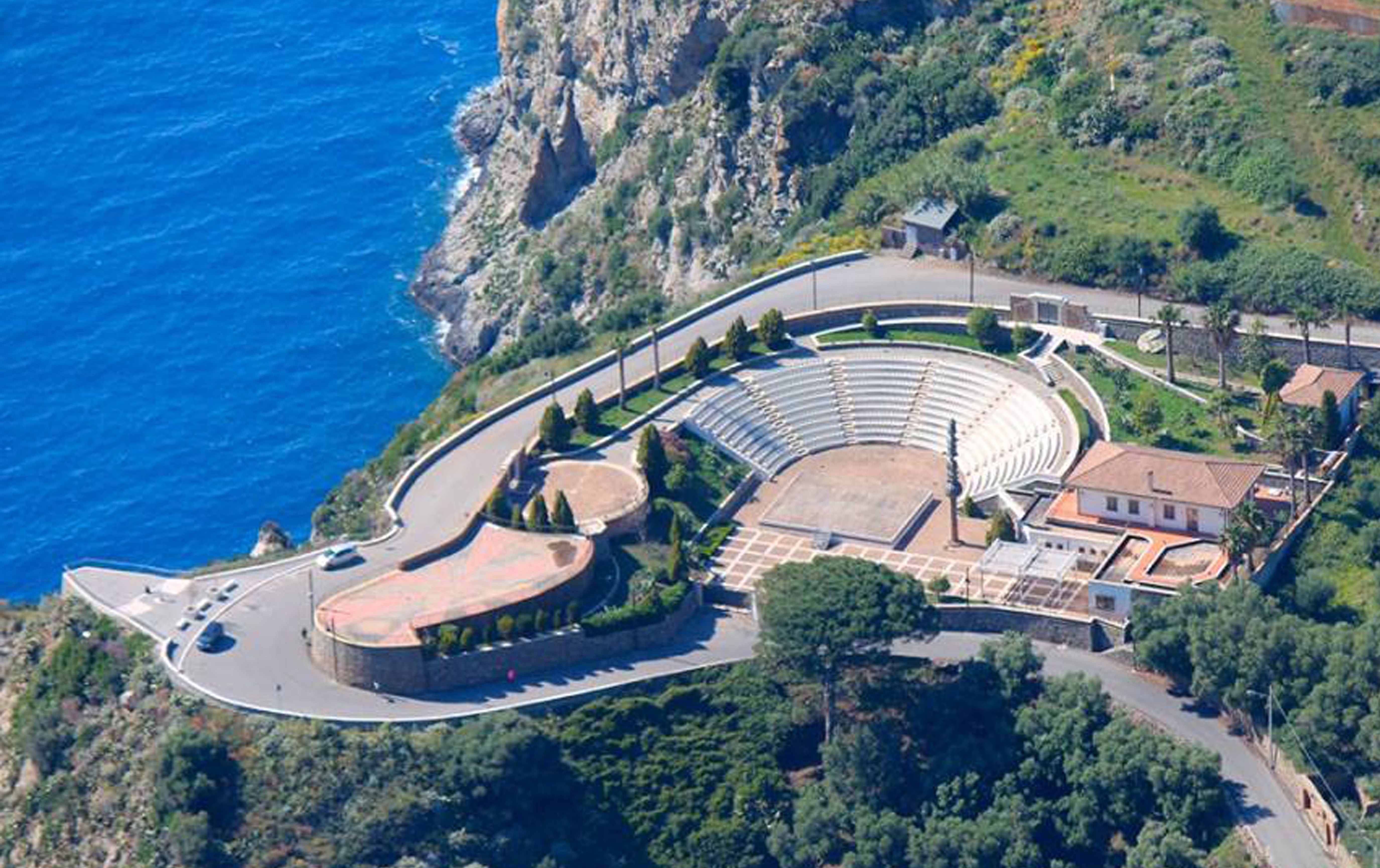
Il teatro all'aperto di località Motta.

Le strutture teatrali della città sono le seguenti:
- Teatro all'aperto in località Motta (2000), che sorge adagiato su un terrazzo dal quale è ammirabile lo stretto e i centri di Scilla e Bagnara Calabra.[49] La struttura, progettata dagli architetti Rosaria Zoccali e Domenico Abbia, ospita numerosi eventi dell'"Estate Palmese" ed ha una capienza di 1 000 posti;
- Cinema teatro Nicola Antonio Manfroce (1950), edificio di notevole capienza con palcoscenico per scenografie mobili e rotanti,[50] attualmente in fase di ristrutturazione.[51] Nel teatro si esibirono artisti quali Adriano Celentano, Katia Ricciarelli, Gino Bramieri e Domenico Modugno che fece realizzare, a quei tempi, l'incasso più alto di tutta la Calabria.[50] Il cinema-teatro sorse in sostituzione del più antico Teatro Nicola Antonio Manfroce, inaugurato il 26 aprile 1893 con un'opera diretta da Francesco Cilea e demolito nel 1938, dopo essere stato gravemente danneggiato dal terremoto del 1908.

Nel centro cittadino è presente anche il Cinema teatro Cilea, che risulta però chiuso al pubblico dal 1979.

#### Fontane monumentali

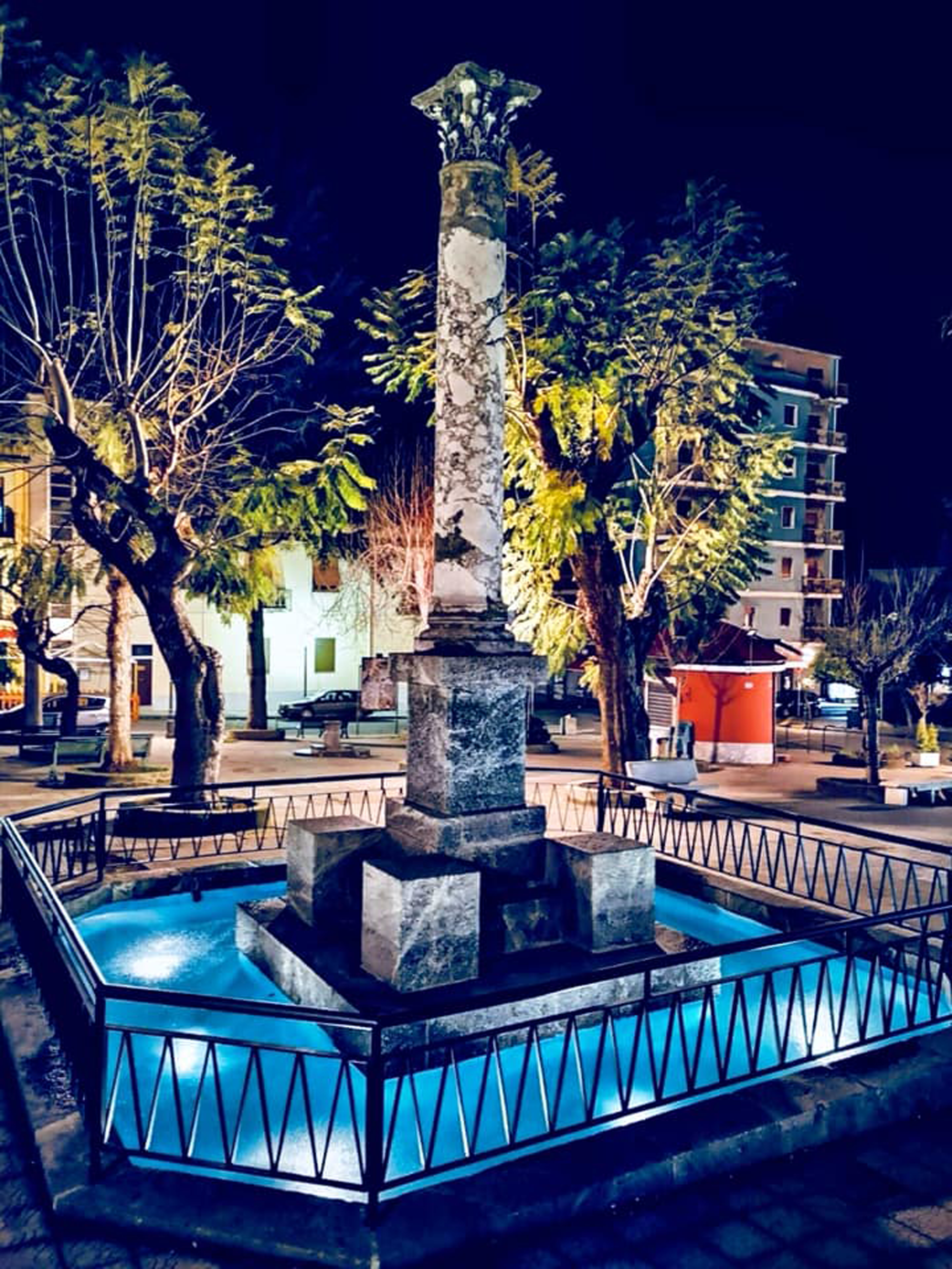
La colonna romana di piazza Matteotti.

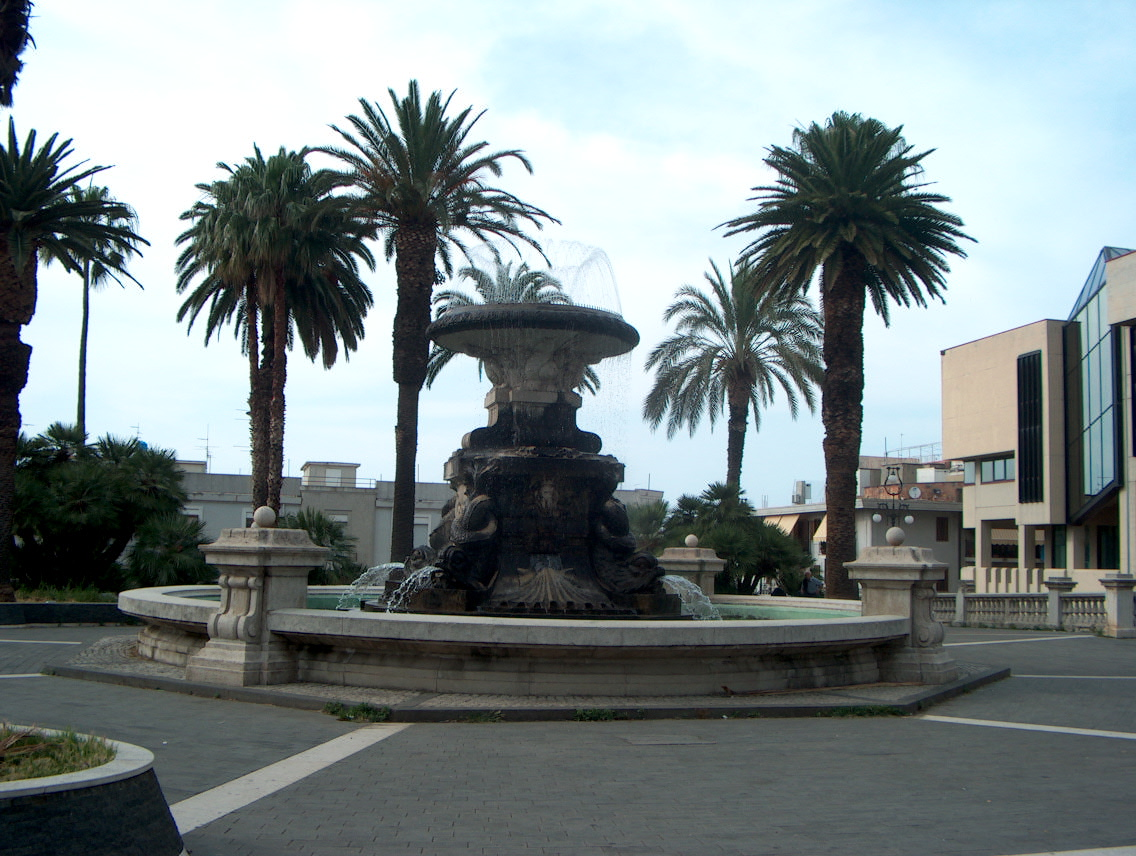
La Fontana della Palma.

In città vi sono alcune fontane monumentali, realizzate dal XIX secolo ad oggi. L'elenco è il seguente:
- Fontana della Palma (1922), collocata al centro della piazza Amendola e realizzata in stile barocco, del tipo berniniano moderno, dall'architetto Jommi e dallo scultore Giuseppe Sutera. L'opera riprende l'idea dell'antica "fontana del mercato", che era ubicata nell'attuale piazza I Maggio fino al 1886. Nel 1977 venne emesso un francobollo, che riproduceva l'opera, all'interno della serie "Fontane d'Italia";[53]
- Fontane dei Canali (1838), manufatto posto in piazza Lo Sardo che serviva a convogliare le acque provenienti dalle contrade Olmo e Vitica, da cui prendono il nome le varie fontane. Il monumento è stato ristrutturato nel 2011 dall'Associazione Prometeus, con l'inserimento di immagini bronzee raffiguranti scene cittadine e contadine dei secoli passati, ad opera degli artisti Fabio Belloni, Maurizio Carnevali e Achille Cofano;[54]
- Fontana monumentale (XX secolo), sorge in piazza Matteotti e al suo centro è collocata una colonna romana proveniente dai ruderi dell'antica Tauriana;[6]
- Fontana Muta (XX secolo), opera ubicata nel rione Ajossa, in piazza Carmine Fiorino, composta da un muro di sostegno davanti al quale, centralmente, è collocata la fontana mentre ai due lati di quest'ultima partono due scalinate per accedere al soprastante rione Pille;
- Fonte di San Rocco (2010), opera dell'artista Maurizio Carnevali su progetto dell'architetto Bagalà, ubicata nell'omonima piazza. La fontana riproduce una scultura bronzea di San Rocco adagiato, con il cagnolino, nell'atto di abbeverarsi;[55]
- Madonna con Bambino (2013), ultima realizzata, in ordine di tempo, e collocata sul lungomare Costa Viola del Lido di Palmi, dalla quale si innalza una stele con la rappresentazione stilizzata di una Madonna con Bambino.

### Architetture militari
- Torre Saracena, torre di avvistamento costiera risalente al XVI secolo.[56] Fu costruita, nel 1565, dal duca Carlo Spinelli nell'ambito della riedificazione della città avvenuta nel 1549. Era chiamata anticamente «Torre di Pietrenere» per distinguerla dall'altra torre militare cittadina, detta di «Torre di San Francesco» (demolita nel XIX secolo). Il manufatto è tutelato tramite notifica del 16 agosto 1913[57] ed è collocato all'interno del Parco archeologico dei Tauriani
- Fortino di Pietrenere, ubicato al Lido di Palmi. La struttura fu progettata ad inizio del XIX secolo dai francesi, per ordine del re di Napoli e di Spagna Giuseppe Bonaparte, durante il periodo di Gioacchino Murat.[58] Nel progetto il fortino, avente mura grigie di pietra levigata,[58] doveva essere collegato ad una batteria di cannoni. La struttura, che serviva in quanto la zona fu un teatro di lotte tra inglesi, francesi e filoborbonici,[58] non venne completata poiché i Borbone ripresero il comando del Regno di Napoli;[58]
- Torre quadrangolare (XVI secolo), collocato nel centro cittadino, in corrispondenza dell'antico borgo della Cittadella. L'opera è un bastione che faceva parte della cinta muraria cittadina realizzata nel XVI secolo e attualmente demolita.

### Altro

#### Monumenti

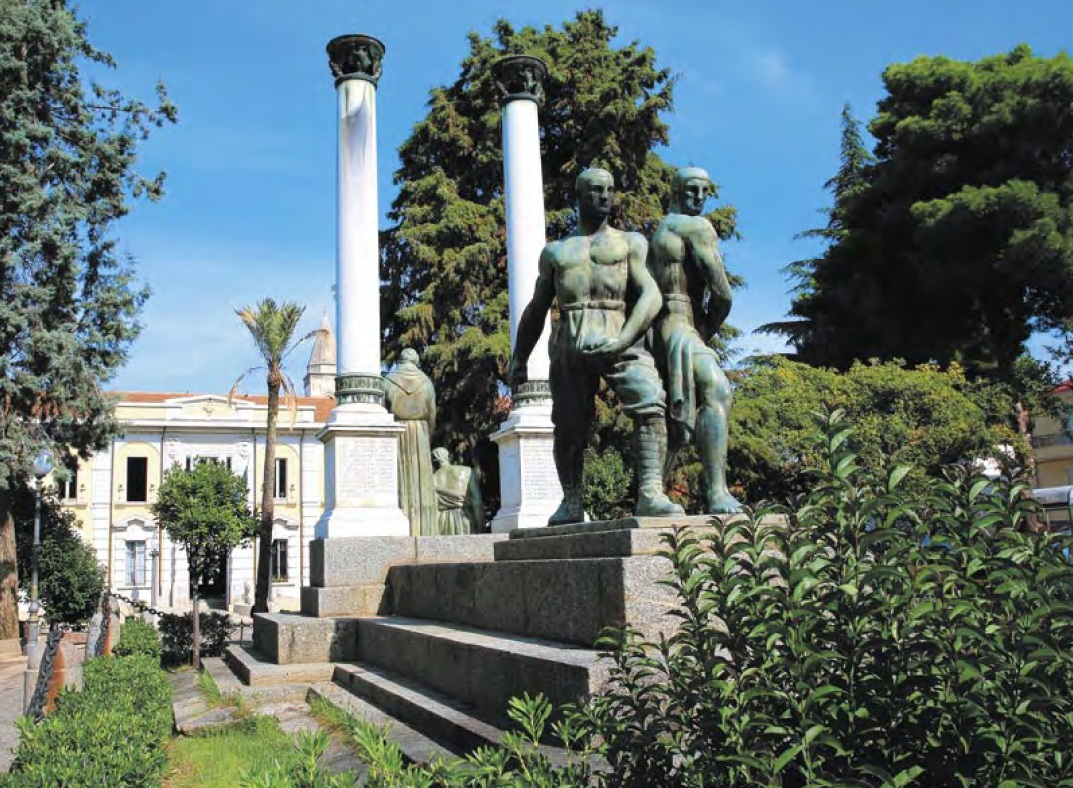
Il monumento ai Caduti.

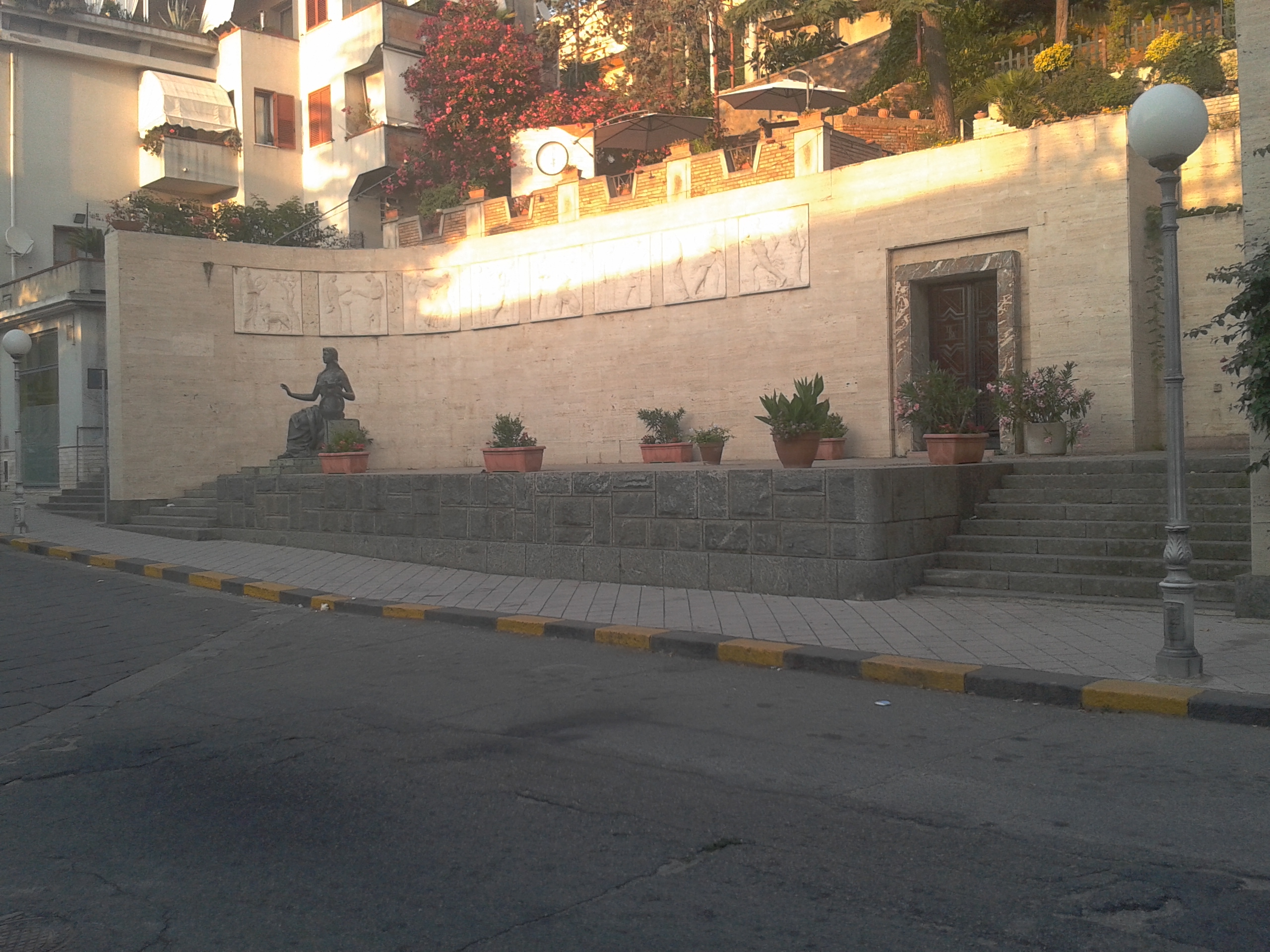
Il mausoleo di Cilea.

Il monumento principale è il monumento ai Caduti (1932), opera realizzata dell'artista Michele Guerrisi ed inaugurata con una cerimonia alla quale parteciparono Umberto di Savoia e Maria José del Belgio. Il monumento, ubicato in piazza Municipio, è costituito da un gruppo scultoreo con base in blocchi di granito a forma di croce greca, sui quali sorgono due gruppi di figure in bronzo. Il primo gruppo è formato da un soldato ed un fante. Il secondo gruppo è rappresentato da due madri unite nel dolore e nella fede. Alle loro spalle vi sono due colonne di marmo bianco di Carrara. Alla base delle colonne sono incisi i nomi dei 203 cittadini di Palmi caduti durante la Grande Guerra. Sempre nella piazza sorge il monumento al Lavoro (2013), scultura in marmo bianco e acciaio realizzata da Maurizio Carnevali. L'opera rappresenta una palma, simbolo della città. Nel marmo sono incise raffigurazioni del lavoro e della famiglia.
Poco distante, in piazza Pentimalli, è ubicato il mausoleo di Francesco Cilea (1962), opera realizzata anch'essa da Michele Guerrisi e dall'architetto Nino Bagalà per ospitare la salma dell'artista palmese. Il mausoleo è costituito da una parete in muratura sulla quale sono disposti dei bassorilievi con raffigurazioni di scene del mito di Orfeo ed Euridice, il tutto attorno ad una scultura bronzea che rappresenta la musa Erato. Il mausoleo contiene una cripta decorata da mosaici contenente le spoglie dei coniugi Cilea. Sopra di esso vi è un piccolo orologio a ricordo dell'antica torre distrutta, con lo sbancamento di parte del rione Spirito Santo, per realizzare l'opera.

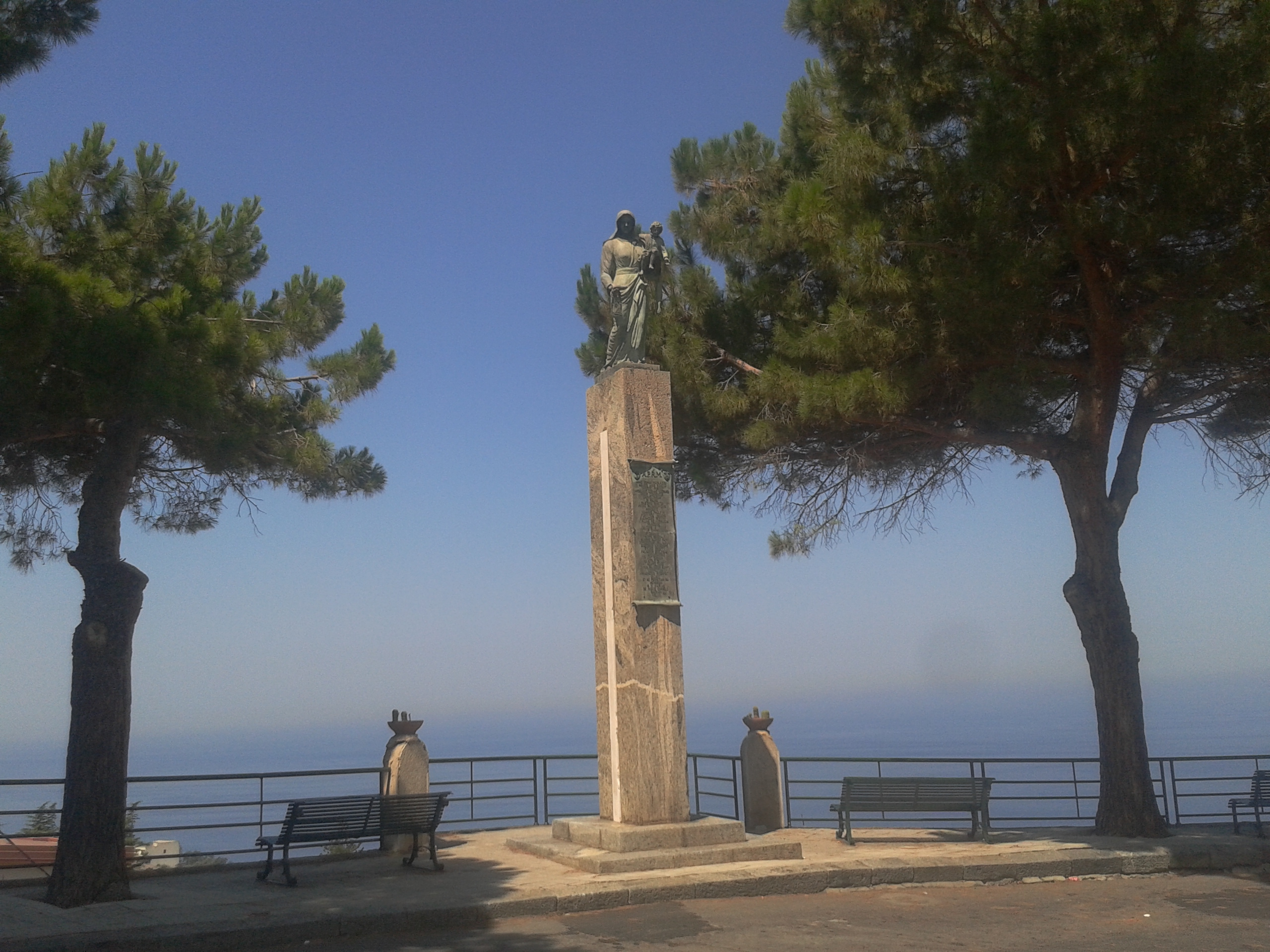
L'obelisco della Madonna del Carmine.

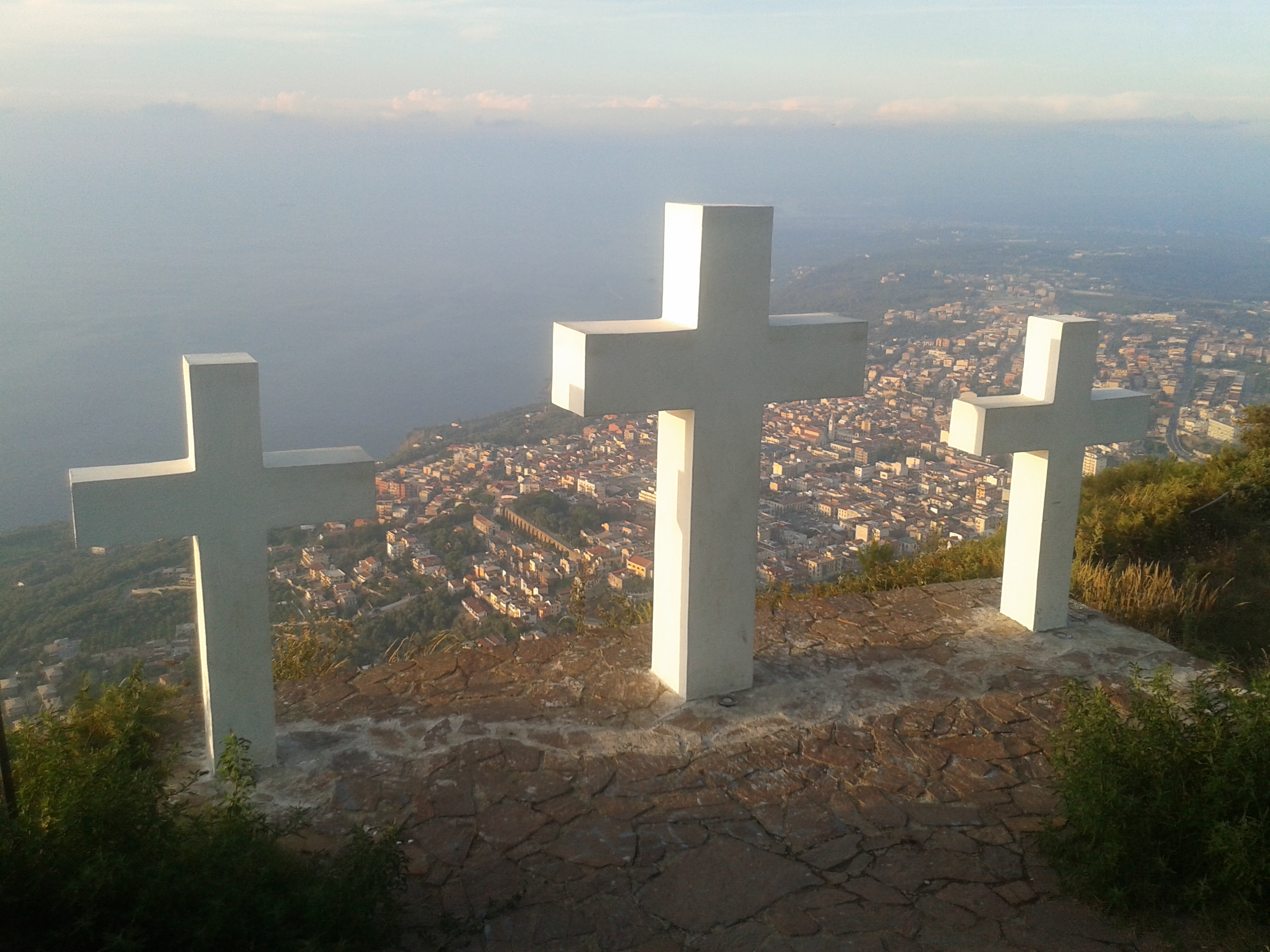
Il monumento delle tre croci sulla cima monte Sant'Elia.

Dal suddetto mausoleo, risalendo la via Buozzi, nel belvedere Gi.Sa è collocato il monumento a san Francesco d'Assisi (1987), scultura bronzea realizzata dall'artista Susan Loeb Luppino, per conto della Sovraintendenza per i beni storici. La statua, posizionata su una base in pietra e marmo con intorno una fontana e un piccolo giardino, rappresenta il santo con le braccia aperte in segno di protezione verso la città, essendo la stessa posta in un luogo panoramico da cui si può ammirare il centro cittadino e il mar Tirreno. Nella Villa Comunale busto del musicista Manferoce opera scolpita dallo scultore Vincenzo Jerace. Riscendendo nel centro storico, in piazza del Carmine, vi sono alcune opere monumentali. La principale è l'Obelisco alla Madonna del Carmine (1983), alta stele di granito sulla cui cima vi è collocata una statua in bronzo della Madonna del Carmine, realizzata dalla ditta De Luca di Napoli in concomitanza con il bicentenario del terremoto del 1783. La stele fu squadrata da maestri d'arte locali. Gli altri monumenti della piazza sono due leoni in bronzo, posti all'ingresso del santuario, raffiguranti uno «il terremoto» e l'altro «la fiducia del popolo nella protezione da parte della Madonna», ed una colonna di marmo, reperto storico provenienti dai ruderi dell'antica Tauriana.
Al di fuori del centro storico, nel belvedere Managò sulla cima del Sant'Elia, è collocato un complesso monumentale composto da: il monumento a Domenico Antonio Cardone, una grande croce di ferro (illuminata di notte e visibile da tutta la piana) ed il monumento delle tre croci (XX secolo). Il monumento delle tre croci fu realizzato ad inizio del XX secolo e rappresenta tre croci bianche, con quella centrale più grande, a ricordo del monte calvario dove Gesù venne crocifisso. Il monumento subì una parziale distruzione durante i bombardamenti della seconda guerra mondiale per essere ricostruito nel 1949, a cura del corpo cantonieri comunali. Nel 2014 il complesso è stato oggetto di restauro ad opera del Rotaract Club di Palmi.
Completa l'elenco dei monumenti cittadini una serie di busti in marmo, collocata all'interno della Villa comunale Giuseppe Mazzini, di personaggi nazionali e locali del passato. Tra questi vi sono Giuseppe Garibaldi, Vittorio Emanuele III e Nicola Antonio Manfroce.

#### Punti panoramici
(Leonida Repaci)

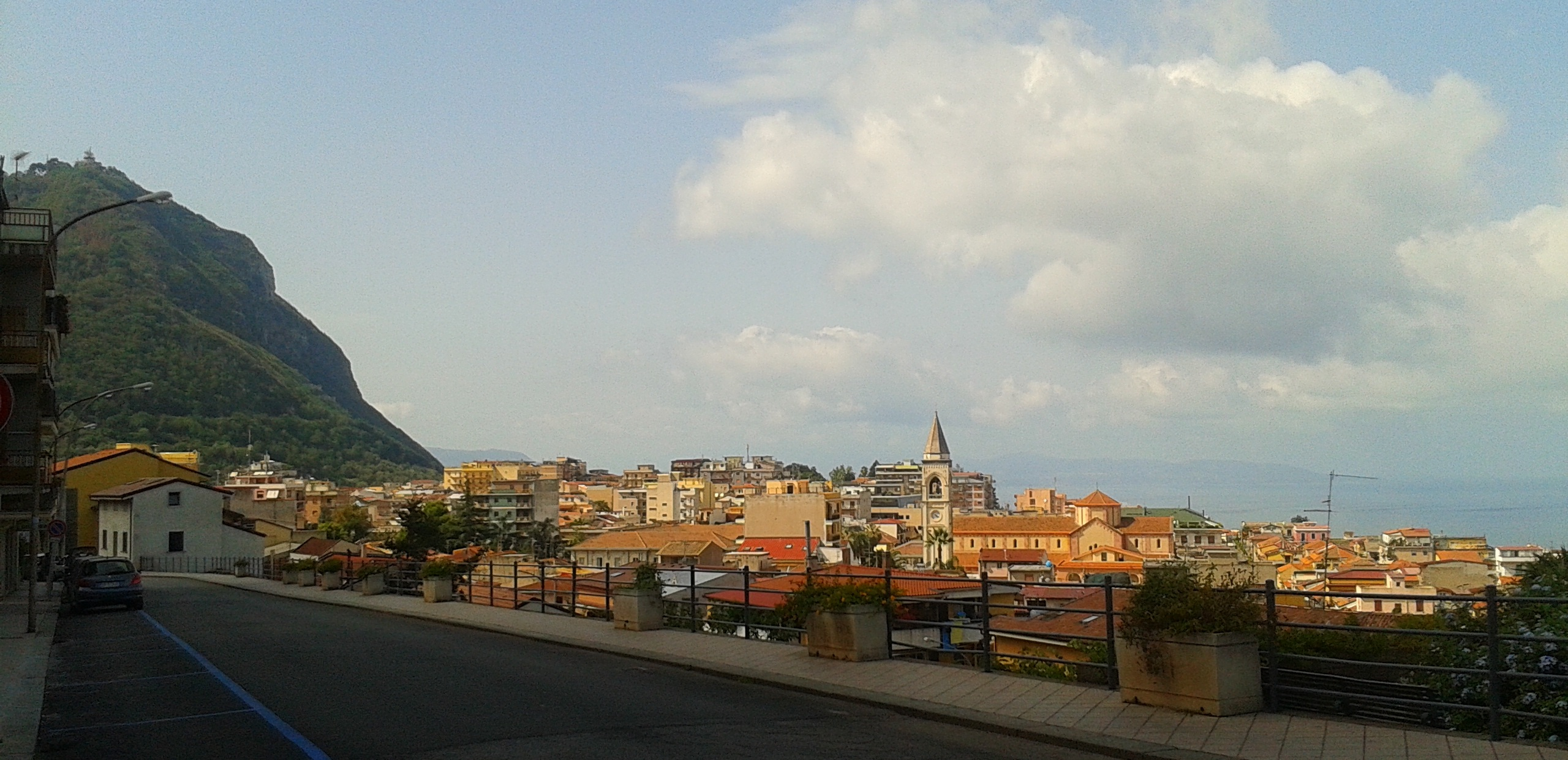
Panorama del centro storico di Palmi dal Belvedere GISA.

I punti panoramici della città sono molti, grazie alla conformazione del territorio comunale. Difatti in molti siti sono collocati dei belvederi dai quali è possibile ammirare tutta la costa tirrenica compresa tra Capo Vaticano e lo stretto di Messina (la costa siciliana è spesso visibile fino al vulcano Etna) e, sullo sfondo del mar Tirreno, le isole Eolie. Per questo, in passato, molti scrittori e poeti hanno definito Palmi una "terrazza sullo Stretto".
Il punto panoramico principale è il Belvedere Managò, posto sulla sommità del monte Sant'Elia, costituito da una serie di balconate realizzate con ringhiere e scale sopra i vari costoni della montagna. Da esso sono visibili tutte le zone suddette, oltre al sottostante centro cittadino e alla Piana di Gioia Tauro. Lo stesso panorama è ammirabile, però da un'altitudine minore, anche dal Belvedere Torre, dalla Punta Motta e dalla villa comunale Giuseppe Mazzini. Altri punti panoramici sono collocati a Taureana di Palmi. Precisamente dalla via del Mare, dalla strada provinciale Palmi-Taureana e dal Parco Archeologico dei Tauriani si può ammirare la sottostante rada del Lido di Palmi, dov'è collocato il Porto di Palmi e lo Scoglio dell'Ulivo. Anche la baia dove sorge la Marina di Palmi offre punti panoramici, dalla strada che conduce alla frazione; difatti da essa è possibile ammirare sia la sottostante spiaggia in ghiaia bianca, sia gli speroni di roccia del sovrastante bastione montuoso del monte Sant'Elia.

### Archeologia

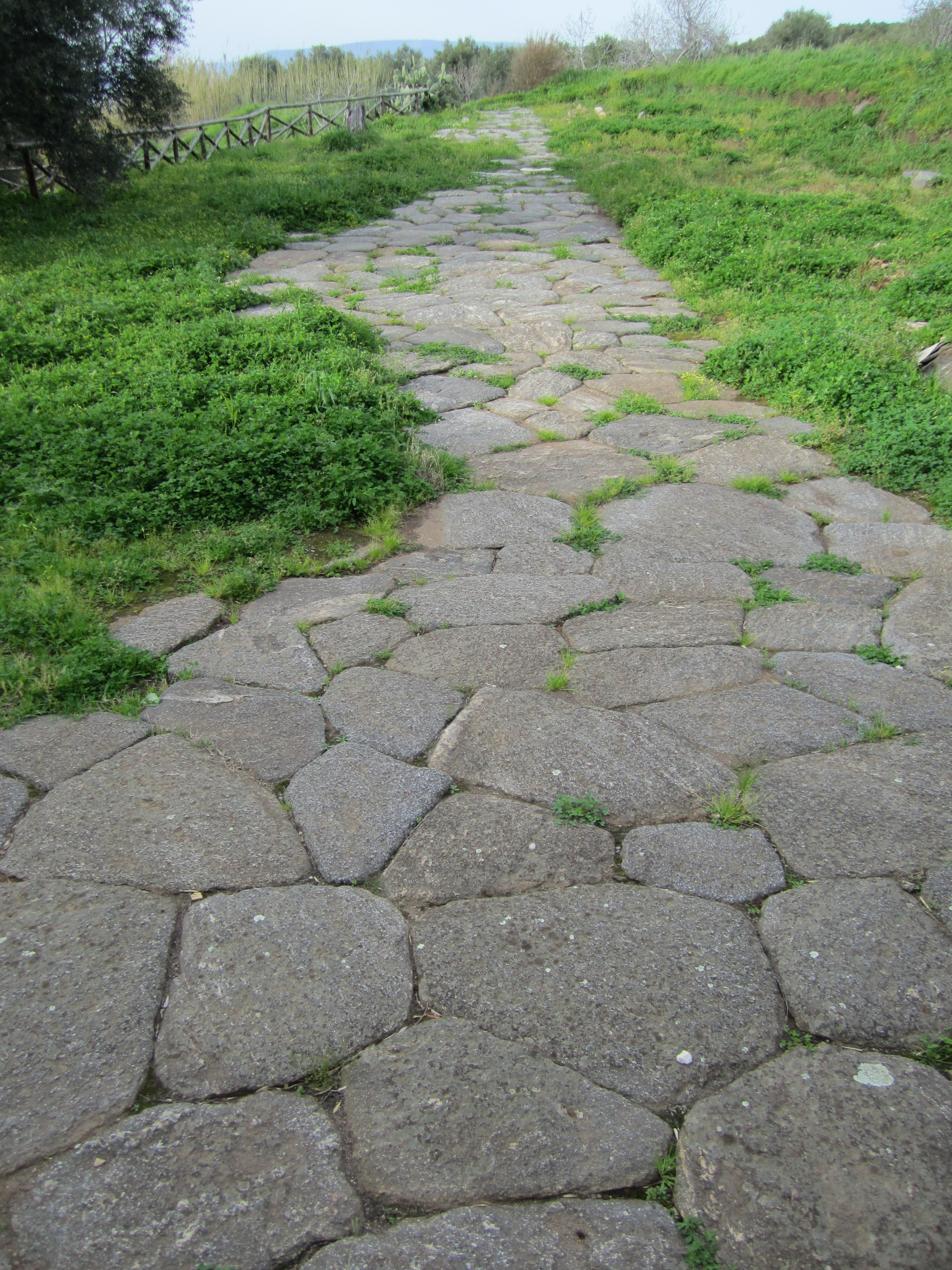
La strada romana del parco.

I siti archeologici del territorio sorgono principalmente sulle rovine dell'antica Tauriana e lungo la costa. Il più importante di essi corrisponde al Parco Archeologico dei Tauriani "Antonio De Salvo", inaugurato a Taureana nel 2011 nell'area dove avvengono scavi archeologici, in modo sistematico, dal 1995.
All'interno del parco, oltre alla Torre Saracena, sono evidenziabili i resti di un teatro che aveva una capacità di oltre 3 000 spettatori, una strada romana che conduceva alla via Popilia, un santuario romano conosciuto come "la casa di Donna Canfora", una "Casa del mosaico" risalente al I secolo a.C., un quartiere abitativo nel quale è possibile leggere la sovrapposizione delle strutture romane su quelle brettie ed un villaggio protostorico con capanne risalenti all'Età del bronzo (4 000 anni fa).
Non lontano dal parco si trova il Complesso di San Fantino, luogo di culto monastico del 1857 adibito attualmente a museo. Il complesso è costituito dalla chiesa ottocentesca, dai ruderi di una chiesa del 1552, da alcune tombe e dalla cripta di San Fantino, luogo di culto cristiano più antico della Calabria.
Testimonianze dell'epoca medievale sono anche le Grotte di Pignarelle, vicino al rione Impiombato, che formano un insediamento rupestre di origine monastica bizantina, realizzato dagli stessi monaci tra l'VI secolo e l'VIII secolo, scavando nell'arenaria. Il complesso è formato da alcune grotte, delle quali la maggiore risulta avere una forma di basilica a tre navate con corridoi laterali che formano un incrocio a forma di croce greca, ed alcuni cunicoli.
Dello stesso periodo, databile quindi all'età imperiale, è anche la Necropoli di Scinà, composta da 64 tombe con corredi funerari aventi datazione del II secolo-III secolo e di epoca tardo antica o alto medievale. Nella necropoli furono rinvenuti oggetti ceramici e monete bronzee.
Testimonianza dell'età preistorica è invece la Grotta della Pietrosa, cavità formata da un unico grande ambiente ipogeo nel quale risulta una frequentazione umana fin dall'Età del Bronzo e del periodo elladico, come dimostrato dalle ceramiche in essa rinvenute.

### Aree naturali

#### Parchi e giardini
La principale area naturale è la Villa comunale Giuseppe Mazzini, parco pubblico del centro storico realizzato nel XIX secolo e rientrante nell'elenco dei Monumenti nazionali. A conferma di ciò, nel 1927, fu emanato un decreto di vincolo per le «scene panoramiche che da quel luogo si godono». All'interno la villa, dalla cui balconata sono ammirabili il mar Tirreno, lo Stretto di Messina, le Isole Eolie, Bagnara Calabra e Scilla, è composta da alberature di alto fusto, da vialetti in sampietrini, da una piccola fontana e da alcuni busti monumentali in marmo.
Altre aree naturali sono il "Parco della Civiltà Contadina", realizzato ad inizio anni novanta nel rione San Giorgio con l'installazione di numerose palme per una superficie di 14 000 m², ed il "Parco Luigi Parpagliolo", nel centro storico e ristrutturato ed arredato nel 2012 con bar, campi da gioco ed alberature.

#### Sentieri ed escursionismo
(Leonida Repaci)

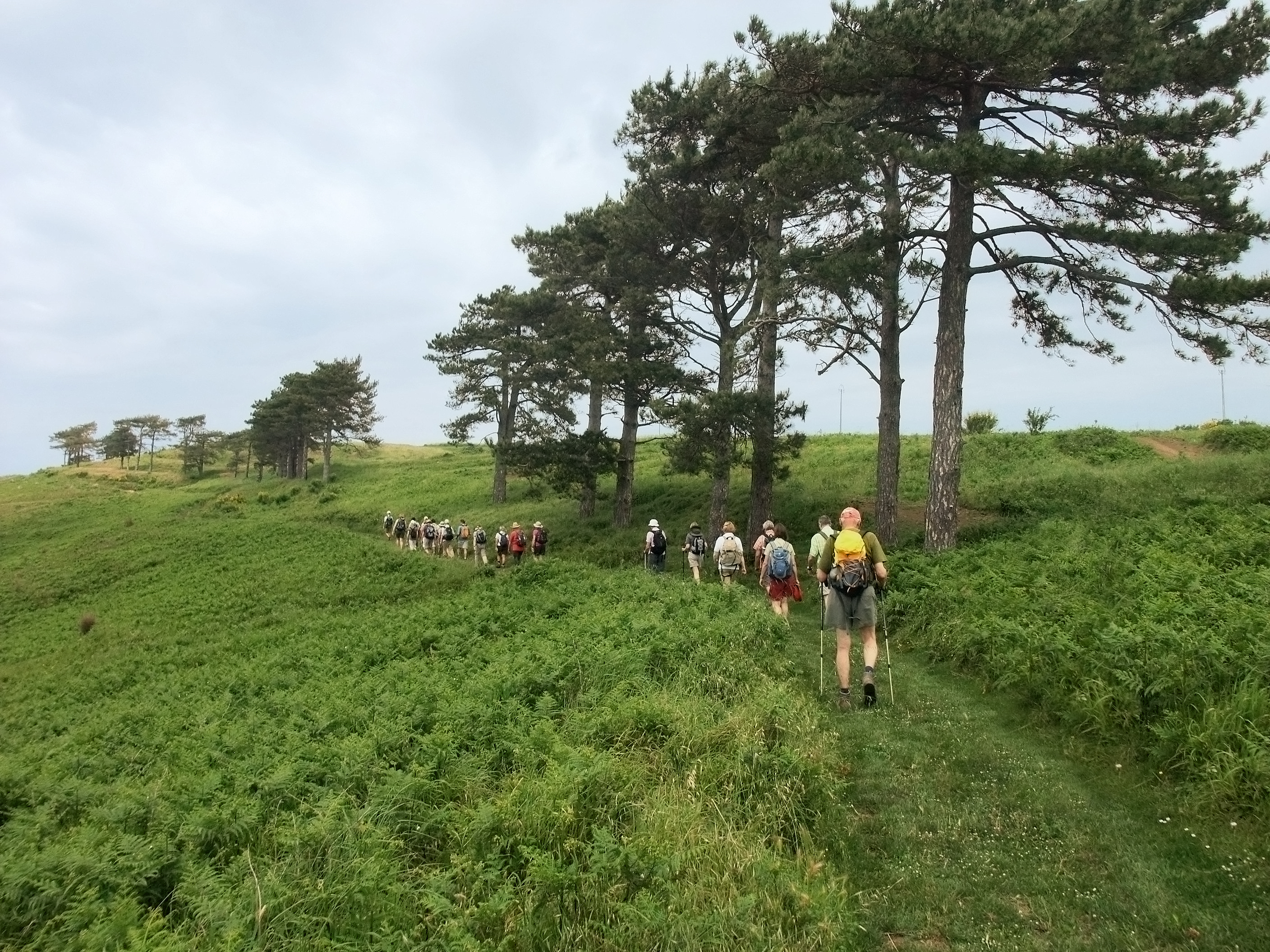
Trekking sulla cima del monte Sant'Elia.

La città di Palmi è meta privilegiata di escursionismo o trekking. Nel territorio vi sono alcuni percorsi, sul Monte Sant'Elia e sulle falesie che degradano verso piccole spiagge. I percorsi del Sant'Elia, effettuati dagli escursionisti, sono principalmente due. Uno alle pendici della montagna, il "sentiero del Tracciolino", ed uno sulla cima della stessa. Il "sentiero del Tracciolino", il cui percorso è posto a mezza costa lungo il fianco nord-est del monte, è inserito all'interno dei percorsi naturalistici della Calabria, e costituisce col suo itinerario a picco sul mare della Costa Viola, un richiamo per i turisti.
Altri sentieri della città sono: il "sentiero di Rovaglioso", che conduce dal terrazzamento di Palmi Scalo fino alla piccola spiaggia di Rovaglioso, superando il dislivello tra le due zone tramite una serie di tornanti con pavimentazione in pietre e sterrato, immersi tra gli uliveti e le piante di fichi d'India; la "via del sale", antico sentiero che conduceva dalla Marina di Palmi al rione Cittadella, con percorso di interesse naturalistico e storico immerso tra gli olivi, che consente di poter attraversare la "valle degli opifici" dove vi sono resti di antichi opifici dei secoli passati. Tra questi vi è un opificio del 1599, il più antico della Calabria.
Può essere invece considerato un "sentiero marino" il tratto di costa tra Palmi e Bagnara Calabra, raggiungibile solo via mare e meta di gite in barca. I paesaggi mostrano ancora la suggestione di quando furono descritti da Omero.

## Società

### Evoluzione demografica
Abitanti censiti

### Etnie e minoranze straniere
Al 31 dicembre 2020, gli stranieri regolari sono 621 (255 maschi e 366 femmine). Le principali comunità rappresentate sono le seguenti:
- Bulgaria, 168
- Romania, 121
- Marocco, 93
- Ucraina, 42
- Polonia, 34
- Algeria, 26

### Lingue e dialetti
Oltre alla lingua italiana, a Palmi non sono ufficialmente riconosciuti altri idiomi. Molto usato tra la popolazione è il dialetto palmese (parrata parmisana), variante locale del dialetto reggino, a sua volta uno dei dialetti di tipo siciliano appartenenti al gruppo meridionale dei dialetti della Calabria. Pertanto il dialetto palmese, che varia anche rispetto a quelli usati nei comuni limitrofi, per evoluzione storica e grammaticale segue grossomodo il dialetto reggino. Principale cultore del dialetto palmese è stato il poeta Pietro Milone, che tra il XIX ed il XX secolo scrisse e pubblicò poesie dialettali dallo stile umoristico e burlesco.

### Religione
(card. Sebastiano Baggio, Decreto «Quo Aptius», 10 giugno 1979)

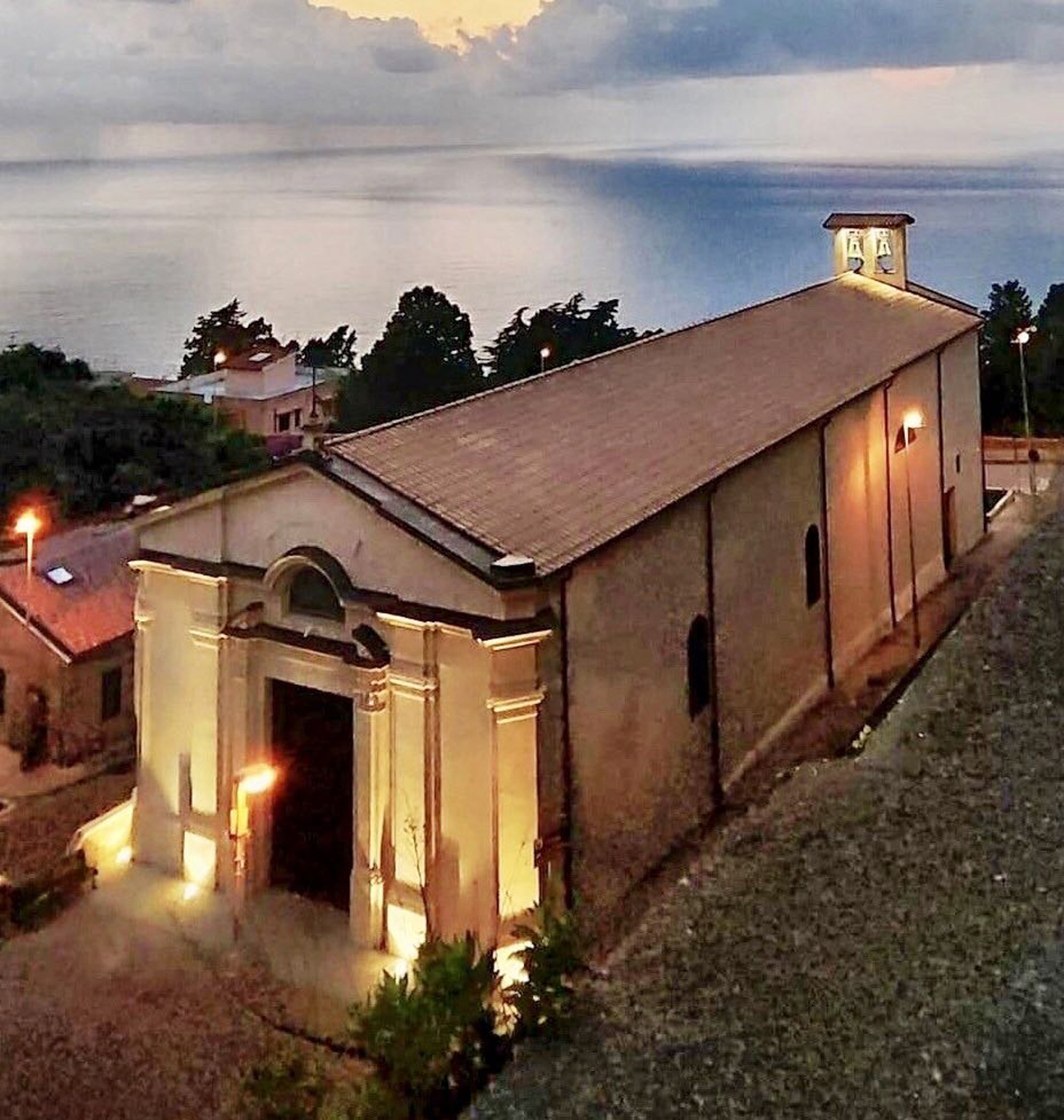
La chiesa del Crocifisso, luogo di culto più antico del centro storico.

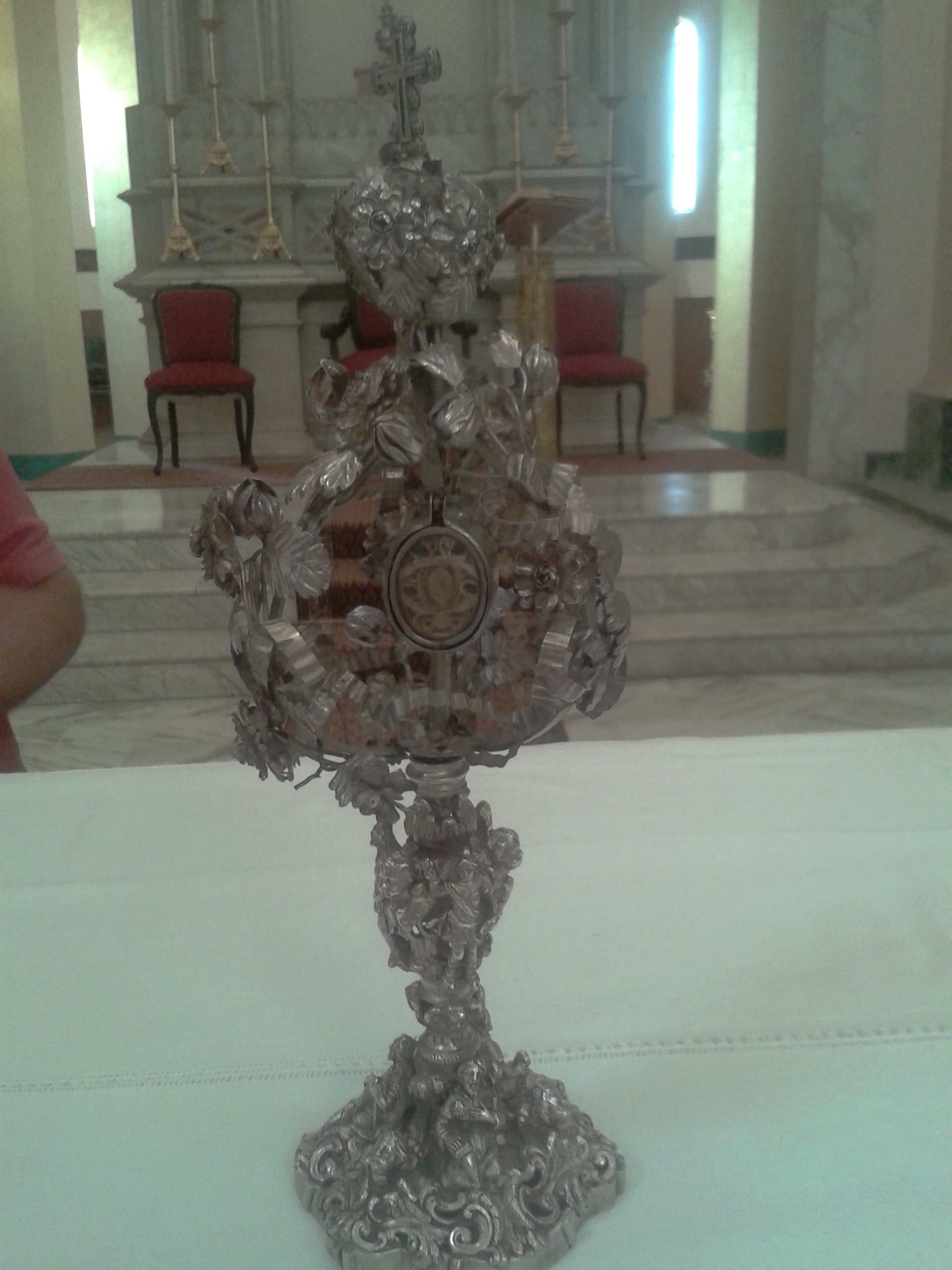
Il reliquario del Sacro Capello della Madonna, custodito nel duomo di Palmi

La religione più diffusa è quella cattolica di rito romano. Con tale confessione risulterebbe battezzato circa il 96 % della popolazione. Il comune fa parte della diocesi di Oppido Mamertina-Palmi, della quale ospita gli uffici di curia diocesana e la sede legale, e dell'omonimo vicariato. Il territorio comunale è attualmente suddiviso in cinque parrocchie: Maria Santissima del Rosario, Maria Santissima del Soccorso, San Fantino, San Nicola vescovo e Santa Famiglia.
Lo Statuto comunale riconosce San Nicola di Bari quale patrono della città «a salvaguardia delle radici cristiane della propria comunità». Inoltre, un decreto della "Sacra Congregazione dei Riti" del 12 settembre 1733 elesse Maria Santissima della Sacra Lettera quale patrona della città e la devozione popolare, nel corso dei secoli, ha elevato San Rocco al titolo di compatrono e protettore.
La radicata cultura cattolica cittadina è testimoniata anche dalla presenza secolare di quattro confraternite laiche dedicate alla Madonna del Rosario di Pompei e della Sacra Lettera, alla Madonna del Carmine, all'Immacolata Concezione e San Rocco ed al Santissimo Sacramento e Madonna del Soccorso, e di alcuni conventi religiosi maschili (Ordine dei Frati Minori Conventuali, Ordine della Beata Vergine del Monte Carmelo, Piccoli fratelli di Gesù) e femminili (Suore Missionarie del Catechismo, Ancelle riparatrici del Sacro Cuore di Gesù, Suore Salesiane dei Sacri Cuori).
Inoltre, prima della fondazione di Palmi, nell'area dell'antica Tauriana, già sede vescovile, e sul monte Aulinas, sono nati o hanno vissuto personalità venerate quali santi dalla chiesa cattolica. Queste figure sono san Fantino il Vecchio, san Fantino il Giovane, sant'Elia lo Juniore e san Filarete.

### Tradizioni e folclore

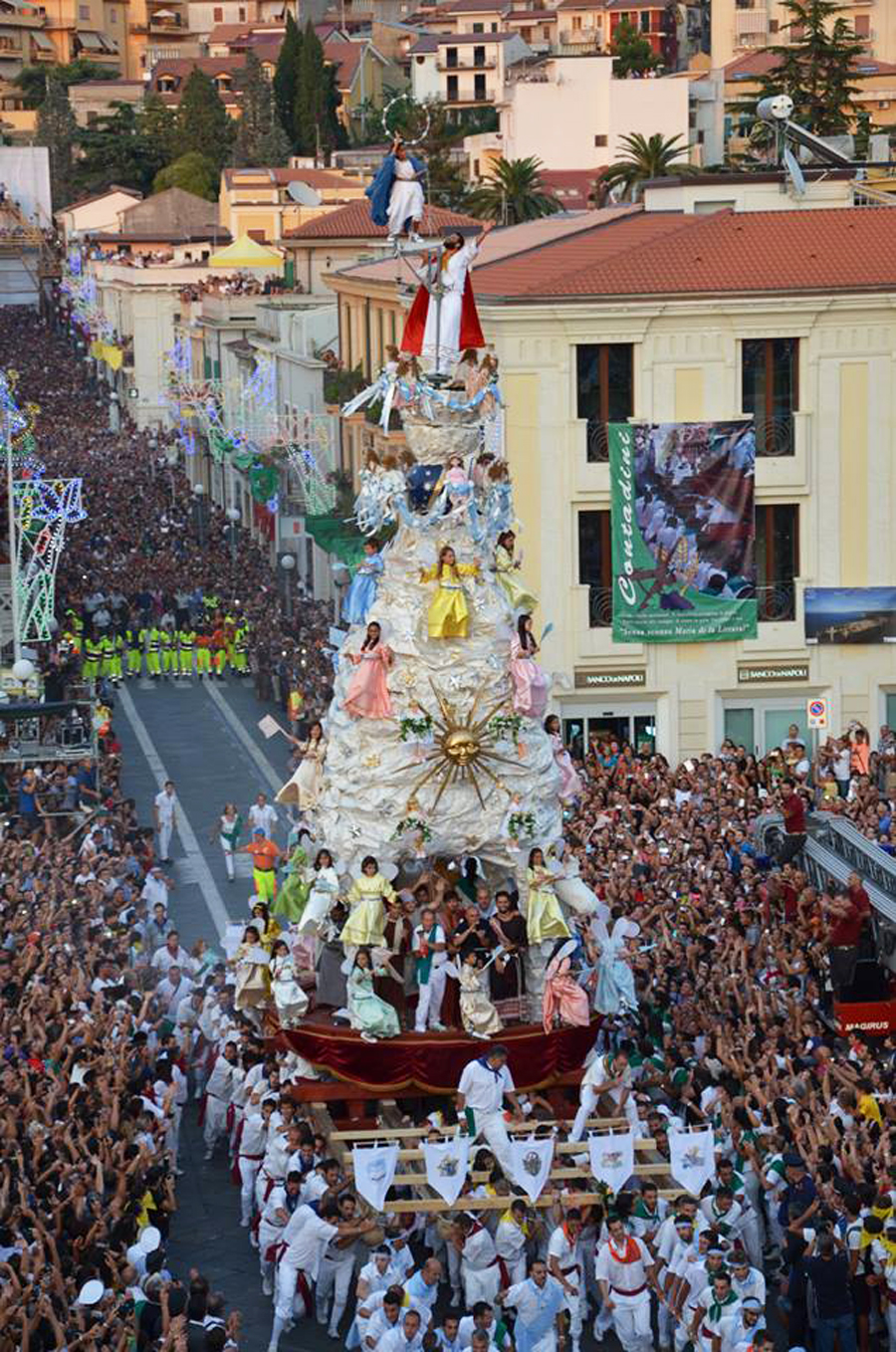
Varia di Palmi del 2013

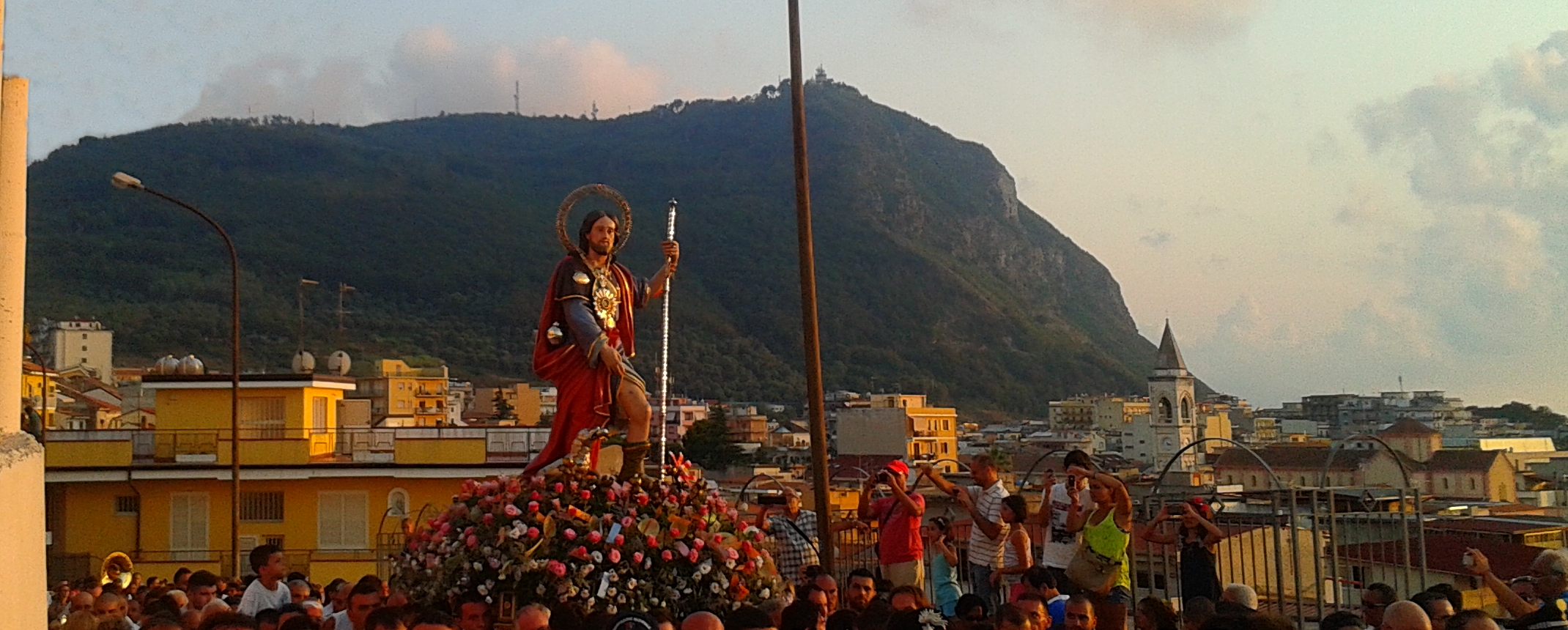
La processione di San Rocco in via del Concordato.

Sono numerose le antiche tradizioni che si conservano e si tramandano a Palmi nei secoli. Tra queste vi sono la Varia di Palmi (inserita nella Lista rappresentativa del patrimonio culturale immateriale dell'umanità dell'UNESCO), la festa di San Rocco con il "corteo degli spinati", le processioni a mare per la Madonna dell'Alto Mare, con i cavalli per San Fantino o per antichi sentieri montani per Sant'Elia.
La Varia di Palmi è un enorme carro sacro che rappresenta l'universo e l'assunzione in cielo della Vergine Maria. Sopra il carro, avente un'altezza di 16 metri e trasportato a spalla da 200 portatori (mbuttaturi), trovano posto figuranti umani che rappresentano la Madonna (chiamata "Animella"), il Padreterno, gli Apostoli e gli angeli. Altri momenti importanti di fede e tradizione dell'evento sono la processione del quadro di Maria Santissima della Lettera e del reliquiario del Sacro Capello e l'elezione popolare dell'Animella. L'edizione del 2013, anno nel quale l'evento è stato iscritto tra i Patrimoni orali e immateriali dell'umanità UNESCO, ha visto la partecipazione di circa 180 000 spettatori.
Sono molte anche le tradizioni che riguardano la festa di San Rocco. La principale è il "corteo degli Spinati" formato da fedeli che, per tutta la processione della statua del santo, per ex voto vestono a torso nudo una cappa di spine (chiamata Spalas) oppure una corona, sempre di spine, a ricordo di quella "indossata" da Gesù sulla Croce. Un'altra forma di ex voto consiste nella deposizione, ai piedi della statua, di cere raffiguranti organi e parti del corpo umano che testimoniano gravi malattie superate oppure operazioni chirurgiche subite. Caratterizzano la processione di San Rocco anche la lunghezza del percorso (oltre 7 km), la durata (circa quattro ore e mezza) e l'elevato numero di fedeli che partecipa alla stessa, circa 20 000.
Di seguito viene proposto l'elenco completo delle festività religiose secolari svolte nel centro cittadino:
- Festa del Santissimo Crocifisso (XVII secolo),[107] il 3 maggio;
- Festa di Sant'Antonio di Padova (XIX secolo),[108] 13 giugno;

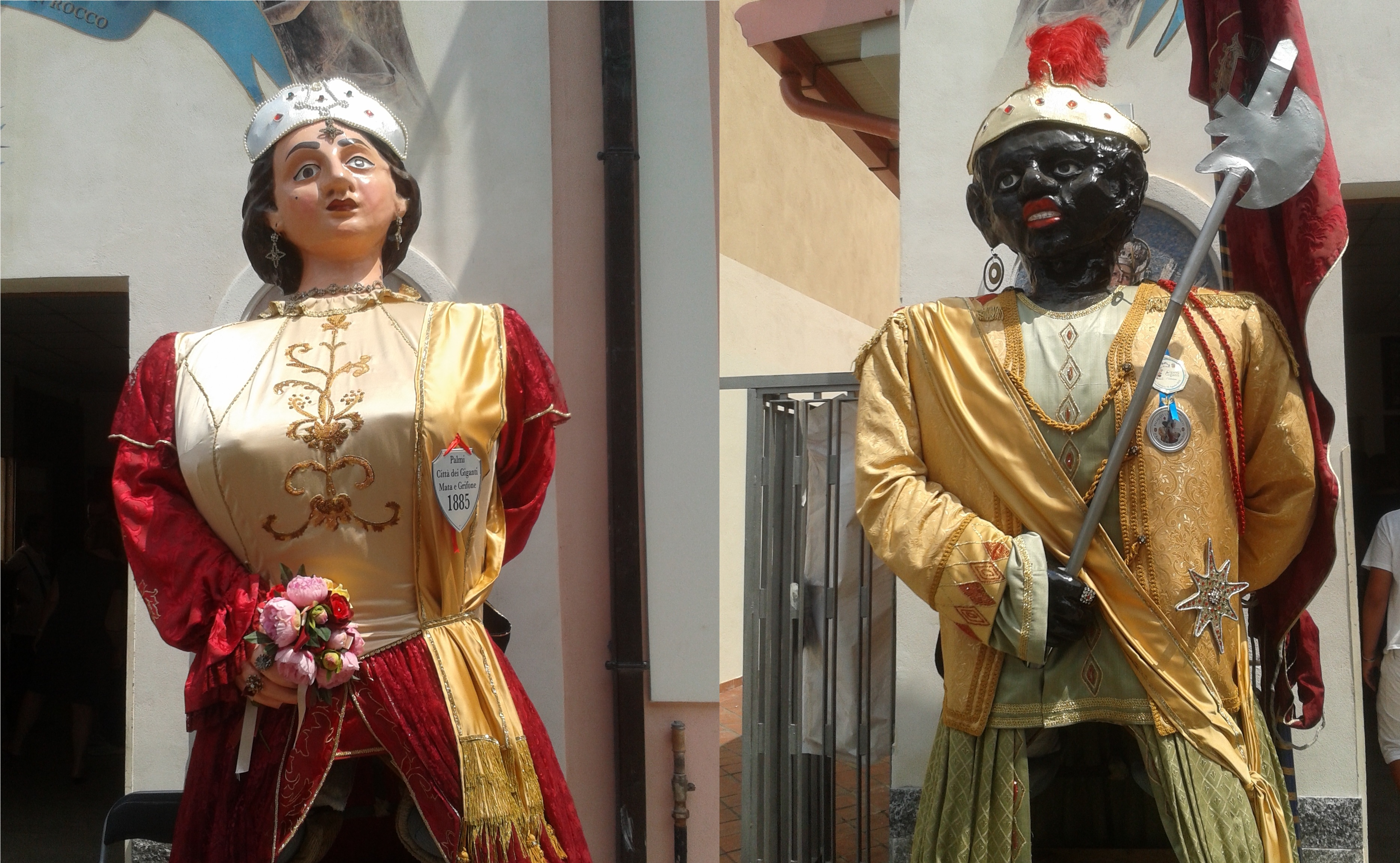
La coppia più antica e conosciuta dei "Giganti".

- Festa di Maria Santissima del Carmelo (XVII secolo),[109] il 16 luglio;
- Festa di Maria Santissima del Soccorso (XVI secolo),[110] il 5 agosto;
- Festa di San Rocco e "corteo degli spinati" (XVI secolo),[111] il 16 agosto;
- Festa di Maria Santissima della Lettera e della Varia di Palmi (XVI secolo),[112] l'ultima domenica di agosto, a cadenza pluriennale;
- Festa di San Nicola, il 6 dicembre;
- Festa di Maria Santissima Immacolata (XVII secolo),[113] l'8 dicembre.

Nelle frazioni invece sono celebrate le seguenti festività religiose:
- Festa di Sant'Elia (XIX secolo),[114] il 20 luglio sull'omonimo monte;
- Festa di san Fantino (VI secolo, ma ripristinata nel XXI secolo), il 24 luglio a Taureana di Palmi con processione a cavallo con cavalieri in costumi d'epoca;
- Festa di Maria Santissima dell'Alto Mare (VI secolo),[115] l'ultima domenica di luglio a Taureana di Palmi, con trasporto a mare dell'effigie della Vergine da Pietrenere fino allo Scoglio dell'Ulivo;

- Festa di Maria Santissima della Montagna (XX secolo), il 2 settembre sul Monte Sant'Elia.

Tutte le feste religiose cittadine sono accompagnate al mattino dalla "sfilata dei Giganti". I Giganti sono due alte figure di cartapesta che vengono portate a spalla per le strade e le piazze facendole roteare su sé stesse a simulazione di un ballo e al suono incalzante dei tamburi. Una rappresenta un guerriero saraceno di nome Grifone mentre l'altra una donna bianca di nome Mata. I Giganti di Palmi furono esposti nel 1987, su richiesta della Regione Calabria, al Museo di antropologia ed etnografia di Torino in rappresentanza della cultura e delle tradizioni della Calabria. Sempre la Regione, nel 2015, ha fatto sfilare i Giganti a Milano lungo i viali di Expo 2015, nella "settimana del protagonismo calabrese". Nel corso degli anni i Giganti di Palmi hanno avuto modo di "danzare" anche in altre città, come ad esempio Foligno, Venezia ed ancora Milano (1990).
Infine, tra le tradizioni folcloristiche della città vi è la particolarità del giorno in cui viene festeggiato il carnevale. Difatti a Palmi il carnevale viene celebrato la domenica successiva al mercoledì delle Ceneri, in periodo quaresimale. L'evento, che prende il nome di "Ottava di Carnevale", è tra l'altro il principale carnevale della città metropolitana di Reggio Calabria ed uno dei più importanti della regione. La festa, che risale al XIX secolo, probabilmente deve la sua particolarità alla scelta di attirare persone, e quindi di aumentare il commercio locale, in una domenica nella quale non era più celebrato, nei centri vicini, il carnevale. L'evento vede la partecipazione di carri mascherati provenienti da ogni parte della Calabria e dalla Sicilia.

### Istituzioni, enti e associazioni

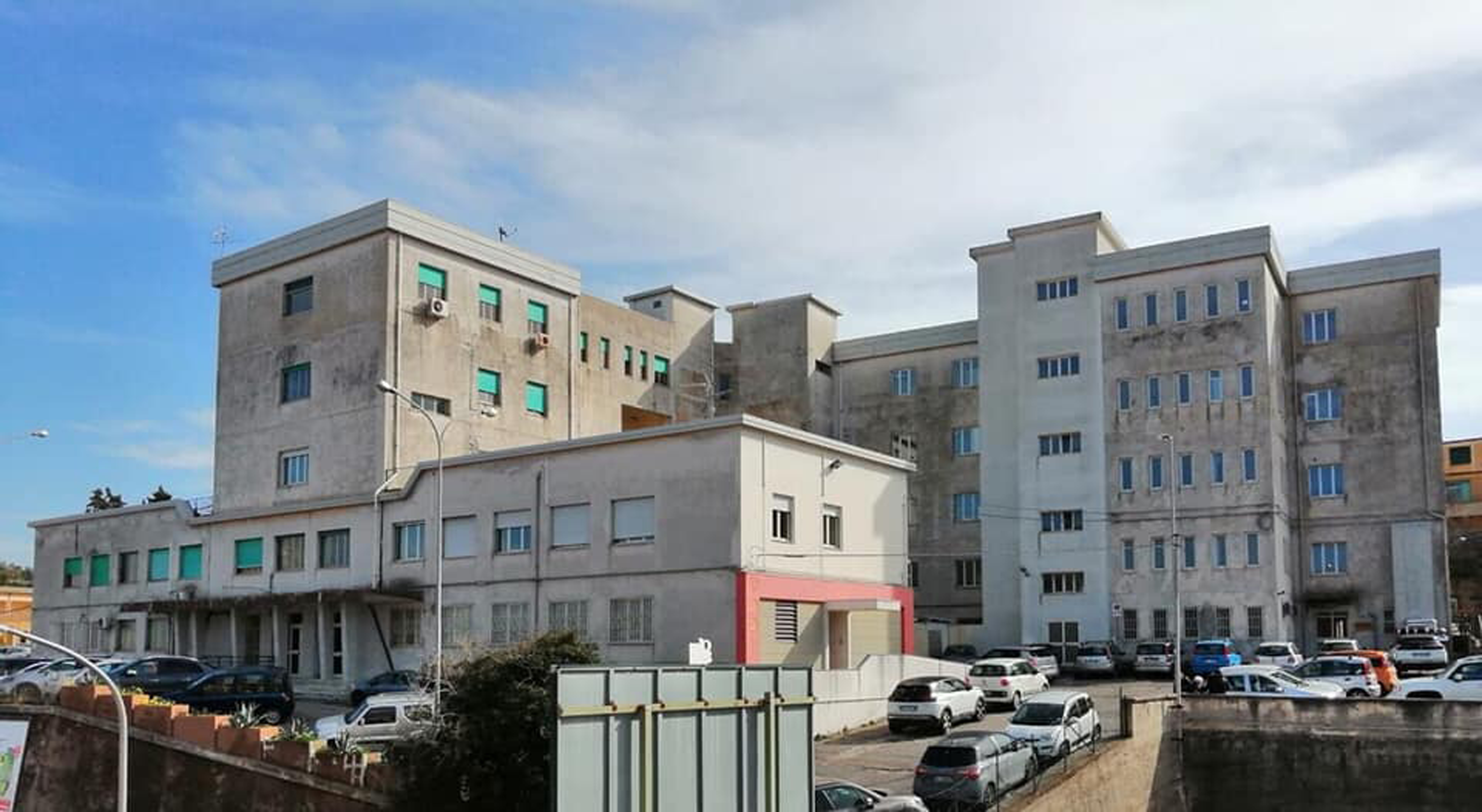
L'Ospedale Francesco Pentimalli.

Fin dal 1667 a Palmi esiste una struttura ospedaliera, quando vi era un «ospitio Ecc.mi D.ni Marchionis Arenae» poiché avviato grazie al feudatario Andrea Concublet. Nel XIX secolo l'ospedale cittadino era ubicato nel rione Spirito Santo mentre, nello scorso secolo, fu in attività fino agli anni sessanta l'ospedale Regina Margherita nel rione Ajossa.
Il 10 luglio 1969 venne infine inaugurato, in via Bruno Buozzi, l'attuale Ospedale Francesco Pentimalli dotato, tra gli altri, dell'unico centro iperbarico pubblico della Calabria.

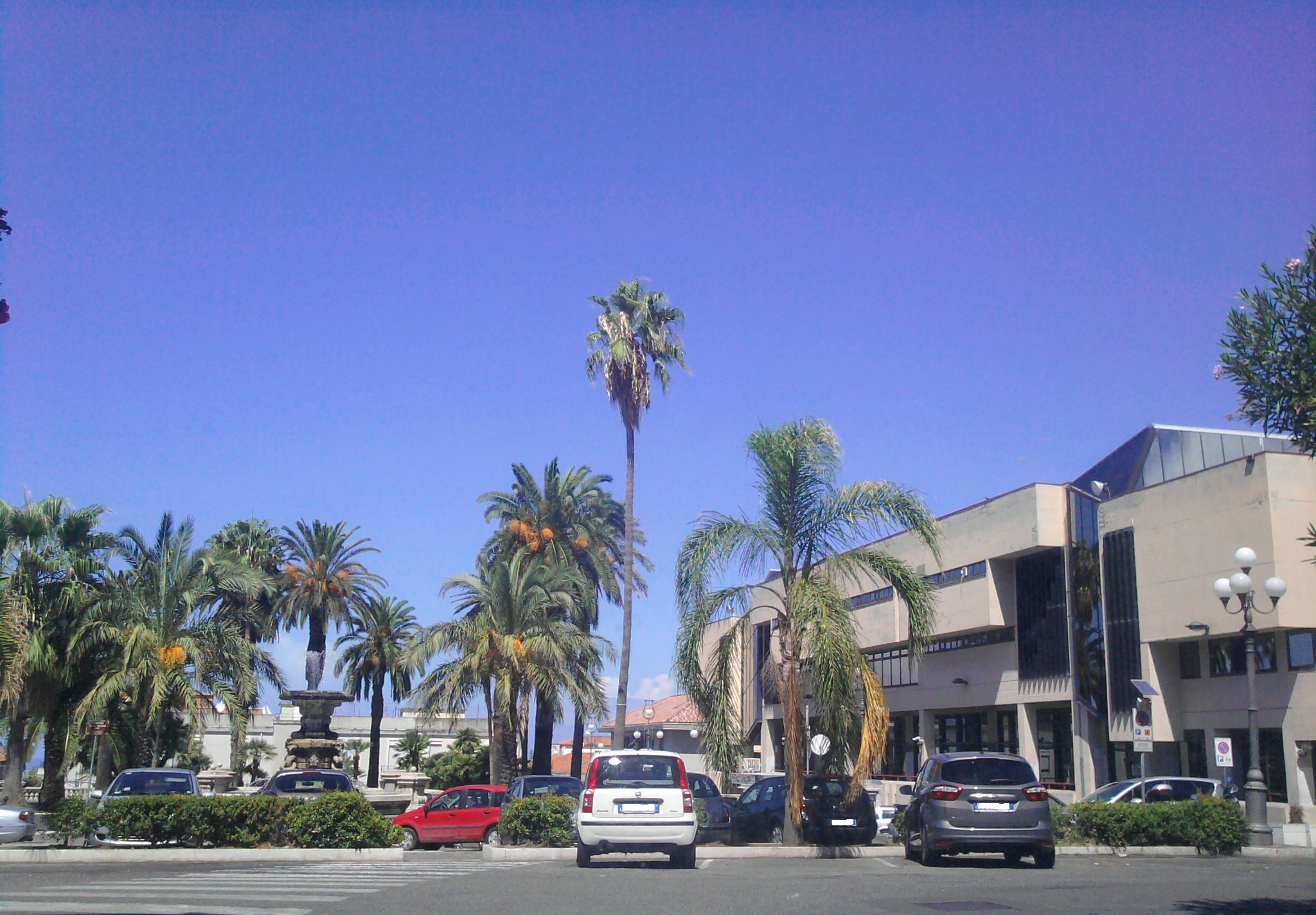
La piazza Giovanni Amendola.

Palmi è sede di un circondario giudiziario, comprendente i 33 comuni della Piana di Gioia Tauro. Il circondario di Palmi rientra, con quello di Locri, nel distretto della corte d'appello di Reggio Calabria. Il tribunale di Palmi fu istituito con regio decreto n. 837 il 25 settembre 1862. Le strutture del circondario giudiziario sono il nuovo Palazzo di Giustizia, il vecchio Tribunale, la Sezione di PIG, gli uffici del Giudice di Pace ed il carcere (realizzato nel 1979 e formato dalla casa circondariale più la casa di reclusione).

## Cultura

Nel 1987 venne emesso un francobollo con disegnato la baia della Tonnara e lo Scoglio dell'Ulivo.

### Istruzione

#### Archivi e biblioteche
La biblioteca principale della città è la biblioteca comunale Domenico Topa, fondata nel 1890 e divisa in nove sezioni. La biblioteca, sede di uno dei dodici "distretti bibliotecari" della Regione Calabria, dispone di oltre 120 000 volumi ed è specializzata in storia e letteratura della Calabria, con particolare riferimento al XVI secolo, XVII secolo e XVIII secolo. La sua collocazione attuale è all'interno del complesso museale della Casa della cultura.
Nello stesso edificio è ospitata anche la Sezione di Archivio di Stato, creata nel 1960, con una biblioteca interna che consta di 1.339 volumi ed opuscoli editi tra il XIX secolo ed il XX secolo, 41 testate di periodici, in parte acquistati dal Ministero per i Beni e le Attività Culturali ed in parte donati. I testi conservati riguardano la storia politica, economica, sociale, culturale italiana e calabrese, con particolare riferimento alla città di Palmi. Sono inoltre conservati atti notarili e dell'Ufficio del Registro, dal XVII secolo a oggi, da tutti i centri del Distretto di Palmi.

#### Ricerca
La vocazione cittadina nel campo della ricerca è attiva fin dal 1673, quando il filosofo Giovanni Alfonso Borelli istituì un «accademia di scienziati che trattavano discipline alle lettere ed alle scienze naturali pertinenti». Dell'accademia facevano parte alcune personalità provenienti dalla Calabria, dalla Puglia e dalla Sicilia.
Attualmente Palmi è sede della Scuola di psicologia applicata "Giuseppe Sergi", ente nato nel 1974 con l'obiettivo di creare un centro di ricerca ed educazione per formare le nuove generazioni. La scuola, oltre a pubblicare riviste del settore, è accreditata dalla Regione Calabria ed ha stipulato convenzioni, per la realizzazione di tirocini, con le facoltà di psicologia della Sapienza - Università di Roma e dell'Università di Urbino. Inoltre a Palmi ha sede l'Istituto Professionale Statale di Architettura.

#### Scuole

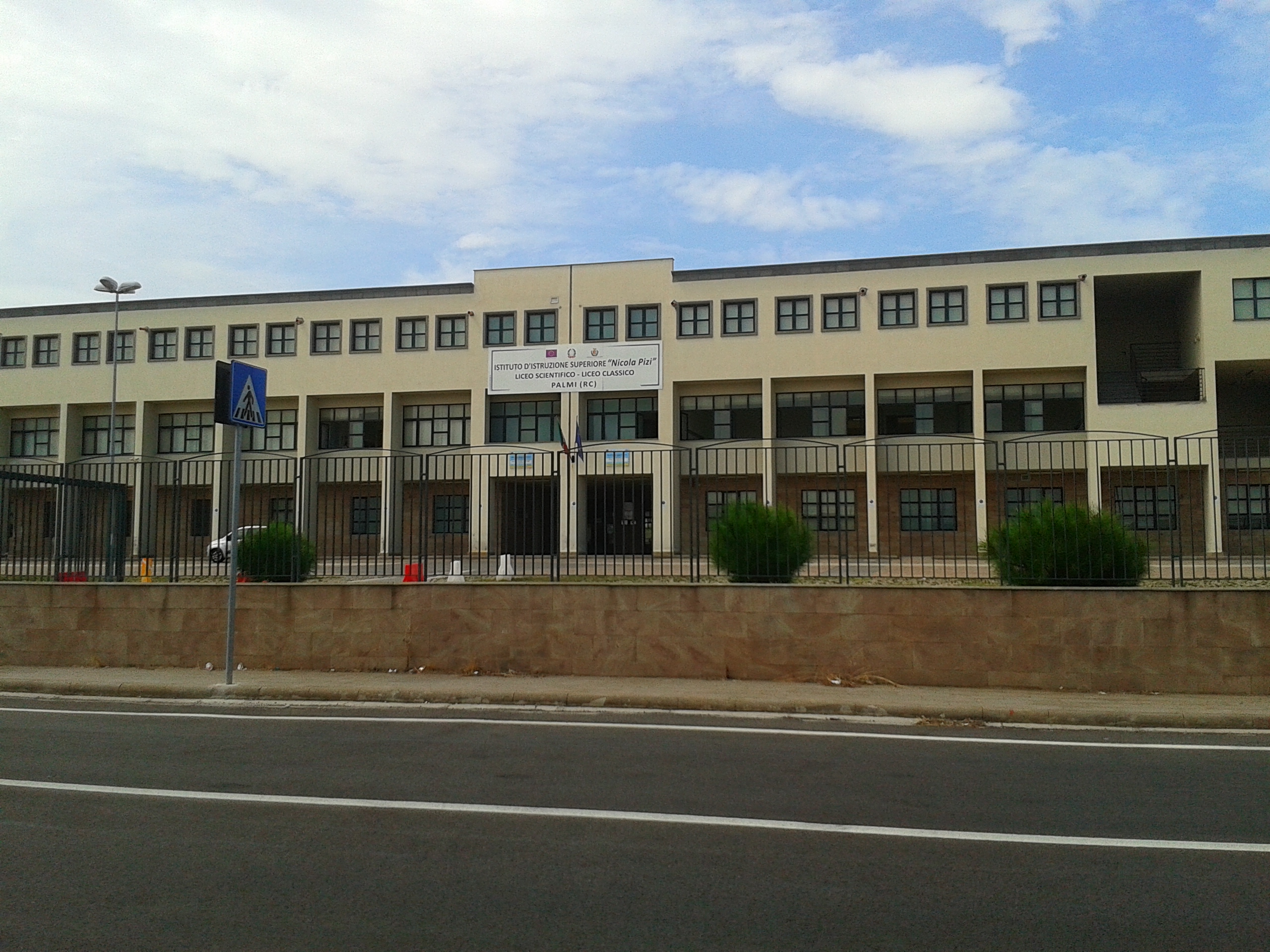
L'Istituto d'Istruzione Superiore "Nicola Pizi".

A Palmi sono ubicate diverse scuole di ogni ordine e grado, che fanno della città il maggior polo scolastico della città metropolitana di Reggio Calabria dopo il capoluogo. Difatti sono circa 6 000 gli studenti che frequentano i 43 edifici scolastici presenti in città, con un alto tasso di pendolarismo dai centri del versante tirrenico della provincia. Pertanto Palmi è anche sede di distretto scolastico, il n. 34.
La scuola superiore più antica è il liceo classico "Nicola Pizi", istituito come ginnasio il 28 luglio 1889 con regio decreto n. 6321 dal re Umberto I. Nel 1909 nacque invece la Colonia Agricola, con il contributo di 250 000 dollari della Croce Rossa Americana, trasformata successivamente in scuola tecnica agraria "Luigi Razza" fino al 1953, quando divenne l'attuale istituto agrario "Luigi Ferraris". Nel 1961 vennero fondati l'Istituto tecnico commerciale "Luigi Einaudi" e l'istituto magistrale "Corrado Alvaro" (attuale liceo linguistico e delle scienze umane) mentre nel 1968 venne fondato, come istituto d'arte, il liceo artistico "Michele Guerrisi". Nel 1971 venne creato il liceo scientifico "Guglielmo Marconi" che, dal 2000, è unito al liceo classico formando l'Istituto d'Istruzione Superiore "N. Pizi". Oltre alle suddette scuole, negli anni sono nati anche un Istituto Professionale di Industria e Artigianato e l'Istituto tecnico privato "Luigi Pascoli".

#### Musei
Il museo principale cittadino è il complesso della Casa della cultura "Leonida Repaci". La sua costruzione iniziò nel 1968, per volontà del Comune di Palmi e del Ministero dei lavori pubblici. L'edificio, inaugurato il 17 gennaio 1982, ha una superficie di oltre 2 000 m² ed al suo interno ospita, oltre alla Biblioteca comunale e all'Archivio di Stato, le seguenti sezioni:
- Pinacoteca Leonida ed Albertina Repaci, che ospita di opere di maestri della pittura quali Édouard Manet, Tintoretto, Amedeo Modigliani, Giorgio De Chirico, Renato Guttuso ecc., donate dallo scrittore Leonida Repaci e dalla moglie Albertina alla città. La collezione è una delle più importanti pinacoteche d'arte moderna e contemporanea dell'Italia meridionale;[138]
- Museo di etnografia e folclore Raffaele Corso, che raccoglie oggetti della quotidianità, della fede e del folclore popolare calabrese[139] e, nel suo genere, è il più importante del sud Italia;[140]
- Museo musicale Francesco Cilea e Nicola Antonio Manfroce, che raccoglie numerosi documenti dei due compositori (spartiti, manoscritti, schizzi e bozzetti), cimeli di Vincenzo Bellini,[10] ritratti di Gioachino Rossini e Wolfgang Amadeus Mozart, fotografie con dediche di Giacomo Puccini e Arturo Toscanini;[6]
- Antiquarium Nicola De Rosa, contenente materiali provenienti dall'antica Tauriana ed oggetti ritrovati sui fondali del mare lungo la Costa Viola, tra i quali capitelli, urne, ancore, monete, statuette in marmo, anfore ed un busto dell'imperatore Adriano;
- Gipsoteca Michele Guerrisi, che accoglie i calchi in gesso delle opere dello scultore Michele Guerrisi e diversi acquerelli dello stesso, offerti dalla moglie. Inoltre nella gipsoteca si possono osservare sculture di Francesco Jerace e Alessandro Monteleone.

### Media

#### Stampa
A Palmi ha sede la rivista mensile denominata "La Piana".

#### Radio
L'unica radio cittadina è Radio Pienezza di Vita (1982), emittente della comunità evangelica locale. Tra le tante radio libere del passato, le principali furono Radio King International (1978-2016), emittente che si occupava di musica, attualità ed eventi cittadini e Radio Antenna Sud.

### Arte

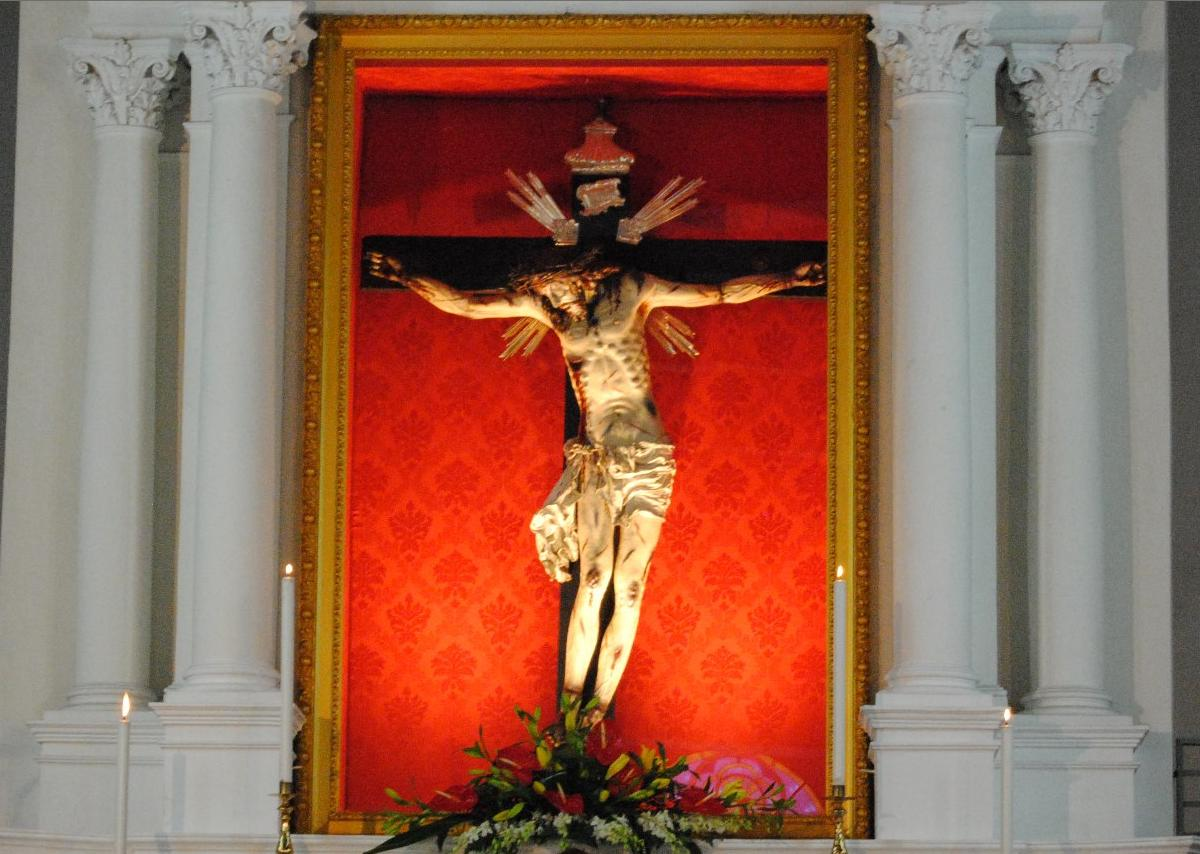
Il Crocifisso ligneo del XVII secolo.

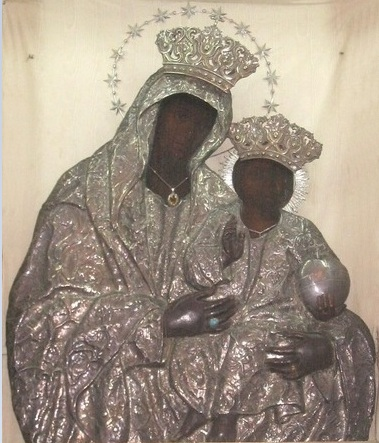
Il quadro della Madonna della Sacra Lettera, del XVIII secolo.

Dell'arte cittadina dei secoli passati poco o nulla rimane attualmente, in quanto i vari terremoti che si sono susseguiti nel corso del tempo hanno sempre distrutto ogni forma architettonica ed artistica. Pertanto le uniche opere di valore artistico del passato, arrivate ai nostri giorni, sono alcune statue religiose custodite nelle chiese e sottratte alle macerie, in quanto venerate anche allora dalla popolazione locale. Tra queste, l'opera principale è senza dubbio un pregevole Crocifisso ligneo del XVII secolo, custodito nell'omonima chiesa e realizzato probabilmente da fra' Umile da Petralia. L'opera è segnalata nell'Inventario degli Oggetti d'Arte d'Italia di Alfonso Frangipane.
Del XVIII secolo sono invece le statue della Madonna del Soccorso e della Madonna del Carmine, realizzate dal De Lorenzo e custodite nelle omonime chiese. Sempre del settecento è anche un dipinto, con manta argentata, della Madonna della Sacra Lettera che è collocato nella Concattedrale. Invece al XVII secolo è databile la statua di san Rocco, anche se l'autore a tutt'oggi è ignoto.
L'importanza storica di Palmi nel campo artistico è testimonianza, nel XIX secolo, da una scuola comunale di disegno attiva già nel 1888 dal pittore Domenico Augimeri, che realizzò molte opere d'arte custodite in vari luoghi della Calabria, tra cui Catanzaro, Cittanova e Reggio Calabria. A Palmi è custodito il suo quadro raffigurante san Giuseppe con Bambino. La conferma dell'importanza rivestita dalla città nel campo artistico fu confermata nel XX secolo dall'artista Michele Guerrisi, che ebbe a Palmi la sua formazione artistica e realizzò alcuni dei più importanti monumenti cittadini, e dall'istituzione di un liceo artistico, di una gipsoteca e di una pinacoteca.

### Teatro
In città aveva sede, fino al 2009, l'Accademia d'arte drammatica della Calabria, che organizzava corsi per attori di prosa e registi e la formazione professionale di scenografi, truccatori, costumisti, elettricisti, macchinisti e fonici. L'ente era finanziato e accreditato dalla Regione Calabria e dal Fondo sociale europeo riconoscendolo come «idoneo a promuovere l'elevazione del livello culturale dei cittadini nel campo artistico e dello spettacolo».
Per quanto riguarda le attività teatrali, fino a qualche anno fa, ogni estate Palmi era parte integrante del Magna Grecia Teatro Festival, rassegna itinerante organizzata dalla Regione Calabria e svolta al teatro all'aperto di località Motta.

### Cinema
Il territorio palmese, nell'ultimo decennio, è stato un set naturale nel quale sono stati girati alcuni film cinematografici ed alcune serie televisive. Tra le produzioni cinematografiche vi sono i film Diciotto anni dopo (2010), The Opening (2013) e U.S. Palmese (2025), quest'ultimo interamente dedicato alla locale squadra di calcio. Per la televisione, sono state girate a Palmi scene delle serie Stiamo bene insieme (2002), Solo (serie televisiva) (2016) e (2018), e della miniserie tv Artemisia Sanchez (2006).

### Musica
La musica ha svolto un ruolo importante nella storia cittadina fin dalla fine del XVIII secolo. Ciò è dovuto anche alla nascita a Palmi di compositori quali Nicola Antonio Manfroce e Francesco Cilea, che crearono opere liriche come l'Ecuba, L'Arlesiana o Adriana Lecouvreur che riscuoterono successo nei maggiori teatri italiani, dal Teatro San Carlo di Napoli al Teatro alla Scala di Milano.
Dal 1977 Palmi ospita annualmente una «stagione concertistica», organizzata dall'"Associazione amici della musica". All'interno della stagione viene svolto il Concorso Musicale Nazionale Francesco Cilea, concorso per flauto e musica d'insieme più antico d'Italia.

### Cucina

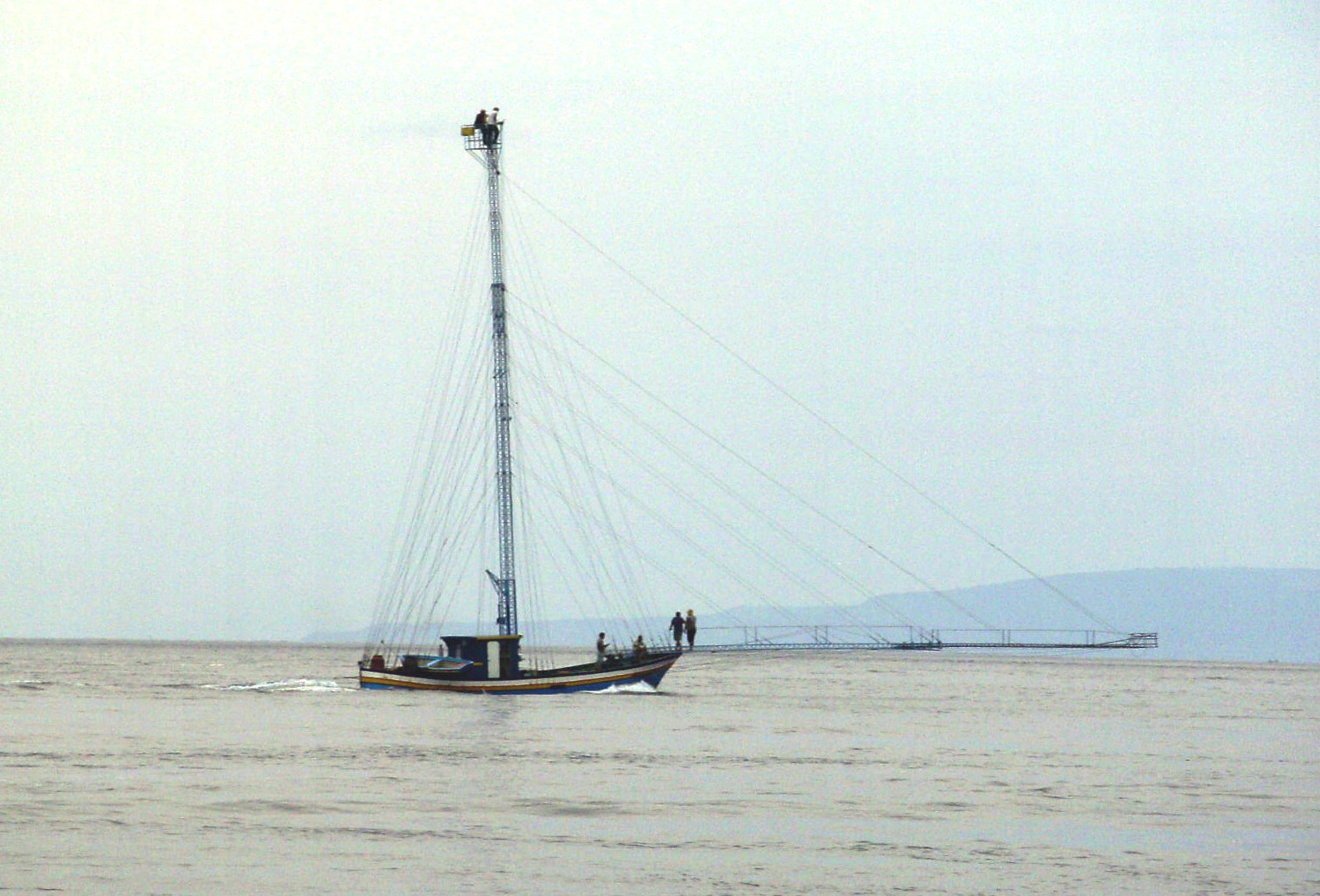
Tipica feluca per la pesca del pesce spada nella Costa Viola.

La gastronomia di Palmi affonda le sue radici nella tradizione mediterranea, ma offre anche note speziate e agrodolci tipiche della cucina spagnola. Tra i primi piatti tipici vi sono la pasta china, timballo di pasta cotto al forno e condito con uova, salame, ragù e pomodoro e la stroncatura, pasta costituita da grano duro e farine integrali. Quest'ultima può essere cucinata «alla parmisana», cioè cotta in padella con aglio, alici, peperoncino piccante, pangrattato ed olio extravergine d'oliva, o accompagnata con le sarde, pescespada o seppia. La stroncatura è stata scelta per rappresentare Palmi e la Calabria al padiglione Rai di Expo 2015.
Tra i secondi piatti vi sono lo stoccafisso preparato con svariate ricette tipiche, la parmigiana di melanzane o di zucchine, la tortiera di alici ed il pesce spada. Quest'ultimo può essere cucinato «alla ghiotta», e cioè farcito con mollica, capperi, olive, pepe nero e poi cotto a vapore o condito con salse differenti, oppure cucinato «in salmoriglio», e cioè grigliato e condito con il salmoriglio che è una salsetta di origine spagnola a base di olio, limone, aglio, sale, pepe nero, prezzemolo e origano.
Tra i biscotti tipici locali vi è lo 'nzuddu, preparato con latte, miele e mandorle e venduto nelle bancarelle della fiera di San Rocco. Tra i dolci vi sono le zeppole nel periodo natalizio, la pignolata e le nacatole per il carnevale e i cuddhureddi per la festa di Pasqua. I cuddhureddi sono dolci realizzati da farina di grano e zucchero, con la peculiarità di avere inserite delle uova sode (in numero dispari) quali «segno della rinascita».

## Geografia antropica

### Urbanistica
Lo studio dell'area urbana di Palmi, effettuato dalla Provincia di Reggio Calabria tramite il Piano Territoriale di Coordinamento Provinciale, individua oltre i confini comunali un primo «anello» di area urbana, formato dall'unione dei comuni di Palmi e Seminara per popolazione di circa 22 700 abitanti, in quanto «Palmi e Seminara presentano caratteri di continuità e di contiguità territoriale, oltre ad una consolidata tradizione di flussi di servizio». Secondo uno studio condotto dalla società Cityrailways sugli urbanismi italiani, l'area urbana (chiamato distretto metropolitano) di Palmi comprenderebbe i comuni di Bagnara Calabra, Melicuccà, San Procopio, Sant'Eufemia d'Aspromonte, Seminara e Sinopoli per una popolazione totale di 42 535 abitanti. Tornando ai dati del P.T.C.P., Palmi risulta essere anche il principale polo di attrazione della mobilità da parte dei centri della Piana (popolazione totale di oltre 170 000 abitanti), con una domanda di spostamento giornaliera attratta di oltre 10 000 persone per i motivi "casa-lavoro", "casa-scuole" e "casa-affari personali.

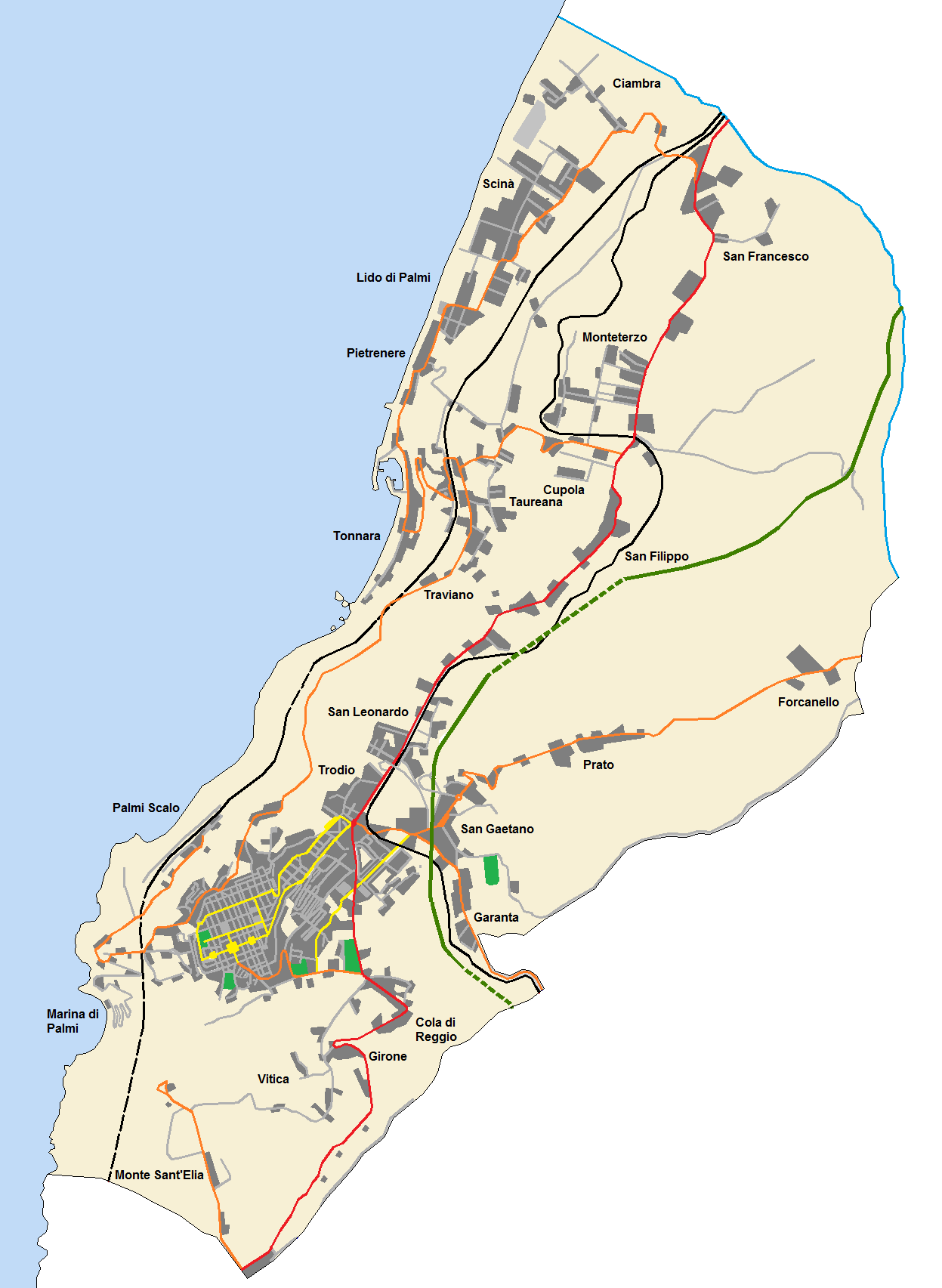
Il territorio comunale di Palmi con le sue frazioni.

#### Il XIX secolo
Agli inizi del XIX secolo però la città iniziò ad espandersi ben oltre il piano del De Cosiron, tanto che nel 1824, tramite decreto regio, nei terreni del quartiere "Spirito Santo" furono creati piccoli lotti.
Nel 1872 Palmi adottò un regolamento edilizio, che costituiva un articolato teso al decoro urbano. Lo stesso venne integrato nel 1895 con nuovi articoli volti alla tutela dei monumenti e degli edifici di pregio. Un nuovo regolamento edilizio venne approvato anche nel 1907 mentre, nel 1910 venne adottato un regolamento d'igiene per gli ambienti rurali.

#### Il Piano Regolatore Generale del 1908
Il terremoto del 1908 distrusse anch'esso, per l'ennesima volta, la città e pertanto si intervenne con un nuovo Piano Regolatore, precisamente nel 1911, e si riprese a costruire non facendo rimanere più nulla dell'architettura provvisoria del XIX secolo. Il piano regolatore venne redatto dall'ing. A. Pucci e fu approvato in consiglio comunale lo stesso anno. Detto piano venne approvato dal Ministero dei lavori pubblici con regio decreto del 24 settembre 1914. Il piano fece scomparire definitivamente il quartiere Borgo e quello di San Nicola, mentre il rione Spirito Santo venne poco a poco inglobato dal tessuto urbano. Della città ottocentesca rimasero soltanto le tre piazze quadrate e parte della Cittadella. La realizzazione del piano avvenne sotto la direzione dell'ufficio del Genio Civile che mantenne a Palmi una sezione autonoma fino al 16 ottobre del 1939. La lenta ricostruzione durò alcuni decenni, con maggior impulso nel periodo compreso tra il 1915 ed il 1927.
Nel 1912 venne approvato un regolamento edilizio per gestire l'attività della Commissione Edilizia mentre il 17 luglio 1920 venne il nuovo Regolamento Edilizio.

#### Il Programma di Fabbricazione del 1977
Nel 1977 venne redatto un programma di fabbricazione, che fu approvato con D.P.G.R. n. 2561 del 5 novembre 1977. Solamente un anno dopo, dicembre 1978, venne depositata una Variante al Programma di Fabbricazione, successivamente approvata con D.P.G.R. n. 1463 del 15 luglio 1980. Il P.d.F. prefigurava il territorio proiettato in direzione di una forte polarizzazione di servizi specialistici, con un consumo di volumetrie concentrate nell'area 167-Pille e San Giorgio, con spazi per la cultura ed il tempo libero, in considerazione dell'assenza di servizi similari nel comprensorio e del vicino complesso portuale del porto di Gioia Tauro.
Con decreto regionale n. 8047 del 27 giugno 2002 fu approvato l'ultimo Regolamento Edilizio, il quale affiancava alla parte regolamentare anche quella normativa al fine di poter operare interventi sul territorio anche in assenza di un Piano Regolatore Generale.

### Suddivisioni
Di seguito viene riportato l'elenco dei quartieri e rioni del centro abitato di Palmi, comprese le contrade e località anticamente costituenti centri storici minori e oramai inglobate dal centro principale in un unico agglomerato urbano:
- Affaccio;
- Centro Storico;
- Cittadella;
- Calvario;
- Cola di Reggio;
- Rione Palumbo;
- Croce Rossa;
- Ferrobeton;
- Contrada Garanta;
- Palmara;
- Rione Ajossa;
- Rione Impiombato;
- Rione Mauro;
- Rione Pille;
- Rione Saffioti;
- Contrada San Gaetano;
- San Giorgio;
- Contrada San Leonardo;
- Spirito Santo;
- Trodio;
- Zona 167.

### Frazioni
Di seguito viene riportato l'elenco delle frazioni, contrade e località, costituenti centri abitanti a sé stanti rispetto al centro abitato principale:
- Forcanello;
- Girone;
- Marina di Palmi (o Marinella);
- Monte Sant'Elia;
- Palmi Scalo;
- Pietrenere;
- Pontevecchio;
- Contrada Ciambra;
- Contrada Prato;
- Contrada Prato Superiore;
- Contrada San Filippo;
- Contrada San Miceli;
- Scinà;
- Taureana di Palmi (con le relative contrade Traviano, San Fantino, Cupola, Pirara e Casa Cantoniera);
- Tonnara di Palmi;
- Contrada Vitica.

Va segnalato però che, secondo l'Istat, nel territorio comunale vi sono solamente due nuclei abitati separati da quello principale, che sono la contrada Ciambra e Sant'Elia. Pertanto secondo l'istituto tutte le altre frazioni, tra le quali Taureana ed il Lido di Palmi, sono da considerarsi come quartieri di un unico agglomerato principale poiché unite a quest'ultimo da varie direttrici, come la strada statale 18 Tirrena Inferiore o le strade provinciali. Inoltre lo statuto comunale non prevede nessuna frazione ufficiale.

## Economia

### Agricoltura
(Maxime Du Camp, Da Palermo al Volturno: memorie di un garibaldino, 1860)

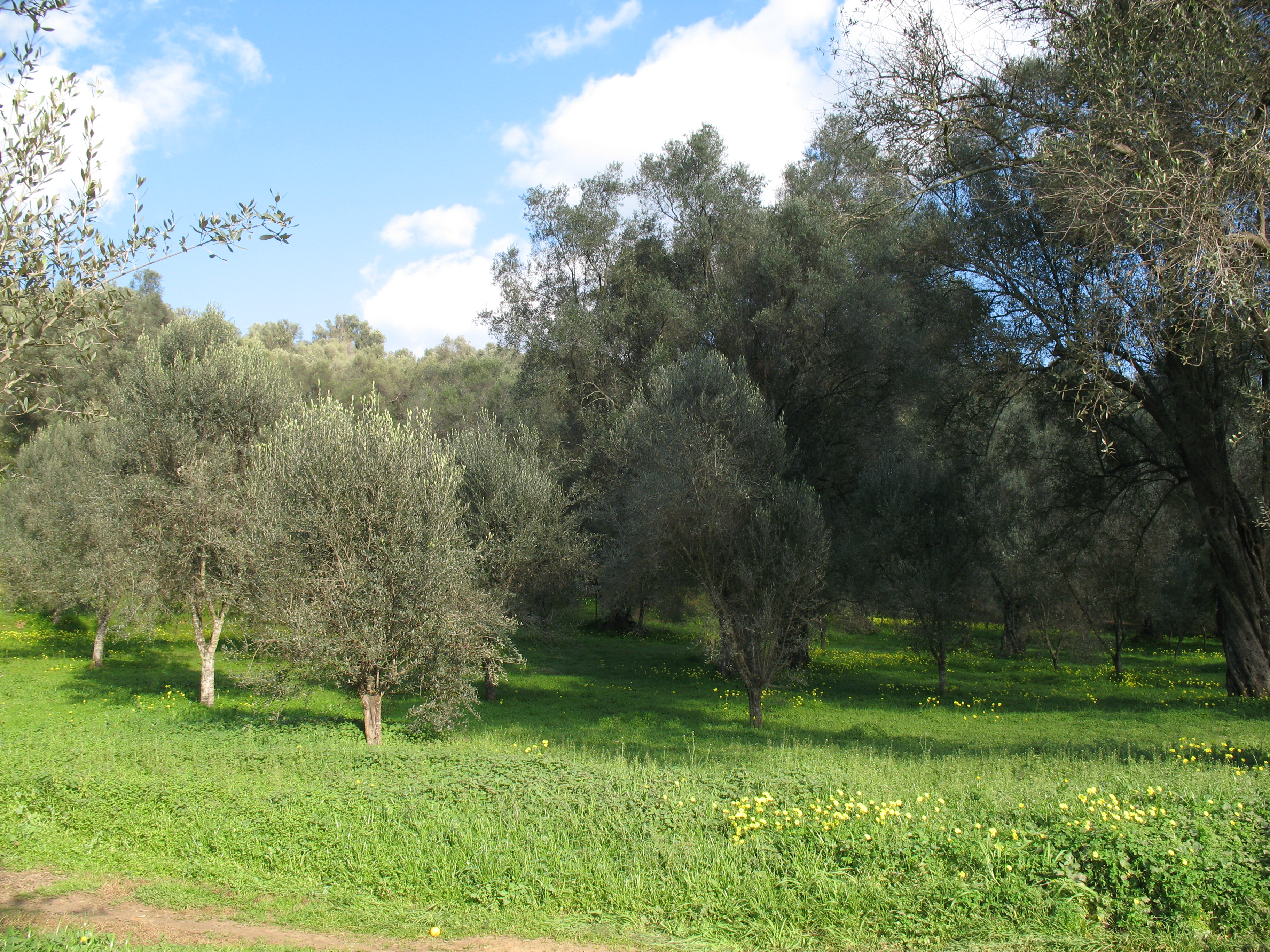
Esempio di oliveti tipici della zona.

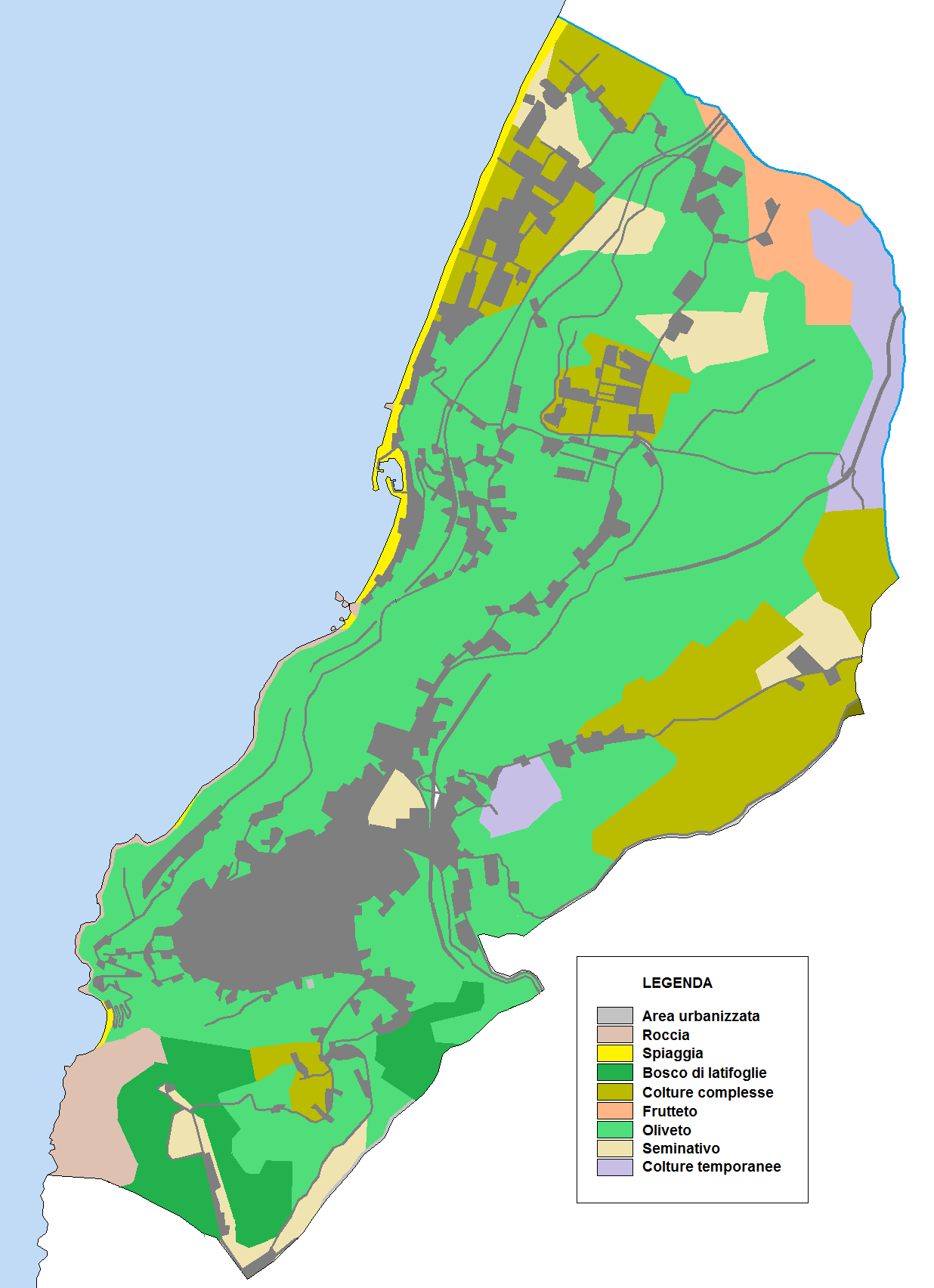
Uso del terreno nel territorio comunale.

Le aree agricole interessano gran parte del territorio comunale e i suoi prodotti rivestono un ruolo importante nell'economia locale. Le principali colture agrarie sono rappresentate da oliveti, seminativi, sistemi colturali complessi, vigneti e qualche agrumeto.
Nelle campagne di Palmi le varietà di olivo più diffuse sono l'ottobratica e la sinopolese. Tali varietà sono utilizzate con il metodo di coltura intensiva, tramite impianti tradizionali costituiti da sesti molto ampi (della misura di 10 x 10 m) e da piante secolari senza impianti di irrigazione.

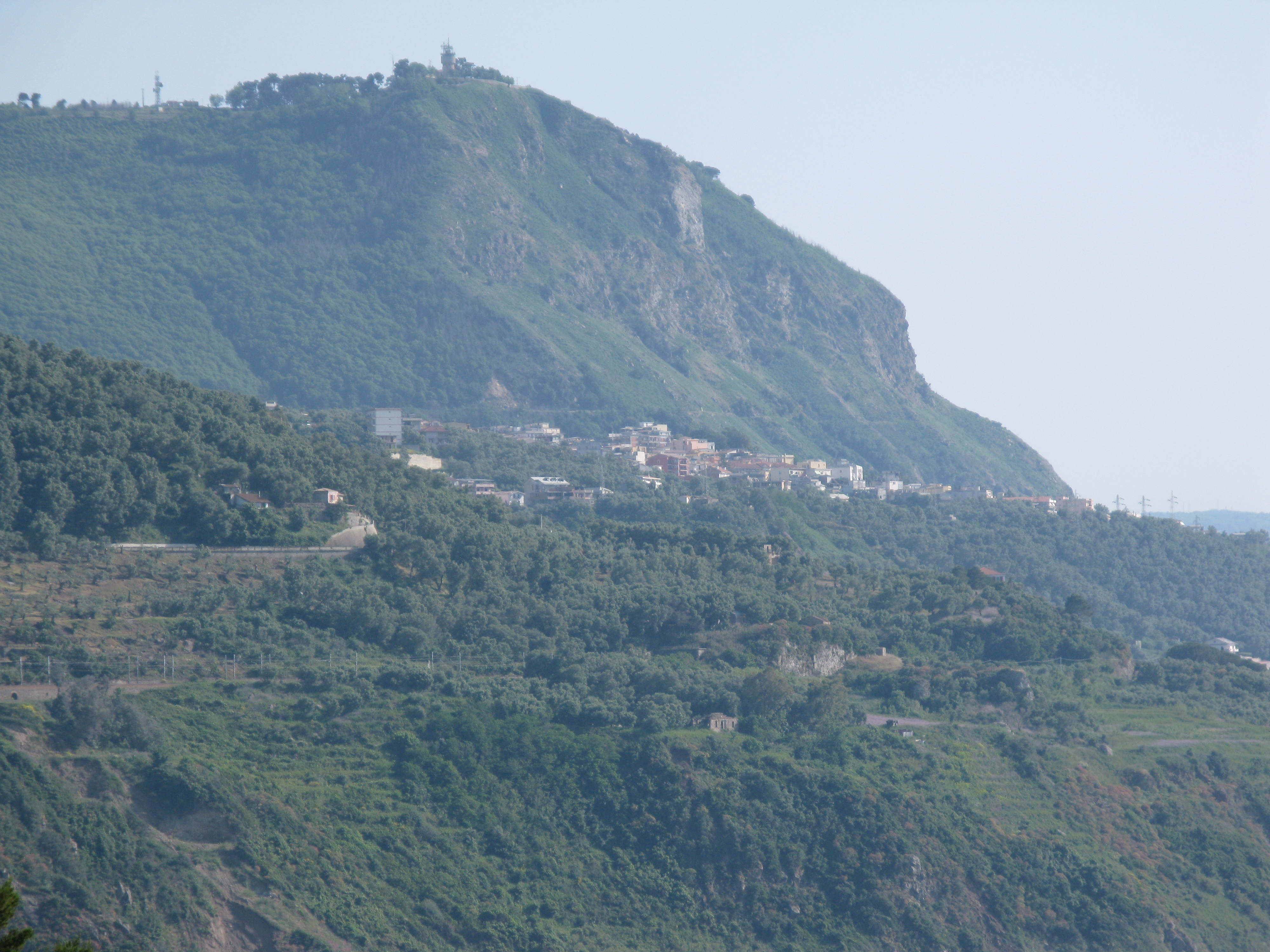
Terreni agricoli a forti pendenze.

A Palmi, come in tutto il resto della piana, l'olivicoltura rappresenta una sorta di "monumento ambientale" che caratterizza il territorio in quanto, nel corso dei secoli, il sistema olivicolo ha creato una sorta di "bosco di ulivi". Ciò in funzione dell'altezza (15-20 metri) e della sezione al tronco (con superfici fino a 13 m²) degli alberi, dell'età secolare delle piante e, soprattutto, della fittezza della copertura vegetale. Questo paesaggio è stato al centro degli studi di olivicoltori, economisti, studiosi di scienze agronomiche, ambientali e storici.
I seminativi invece interessano piccole superfici. Sono presenti alle quote più elevate, a circa 500 m, dove sono ubicati i piani "della Corona" e di Sant'Elia. Si tratta di aree pianeggianti dove oggi, come nel passato, si coltivano prevalentemente cereali, ortaggi, patate, fagioli ecc., tutti prodotti strettamente legati all'autoconsumo. Non sono infatti presenti aziende che praticano moduli intensivi, date le modeste superfici interessate.
I Sistemi colturali complessi sono prevalentemente colture frutticole e orticole praticate alle quote più basse, in prossimità del mare.
Infine vi sono i vigneti, che rivestono ad oggi un'importanza molto limitata, coltivati soprattutto nelle zone di mare, in contrada Scinà. I pochi appezzamenti odierni rappresentano una testimonianza di una coltura che un tempo era molto più diffusa. In passato era noto il vino che veniva imbottigliato a Palmi. Questa categoria di uso del suolo assume, tra l'altro, grande significato dal punto di vista culturale e storico. In epoca passata le terre, sottratte al bosco, furono modellate attraverso la costruzione di secolari muri a secco, le armacìe (o armacère), che permettevano la coltivazione dell'uva anche in terreni con forti pendenze.

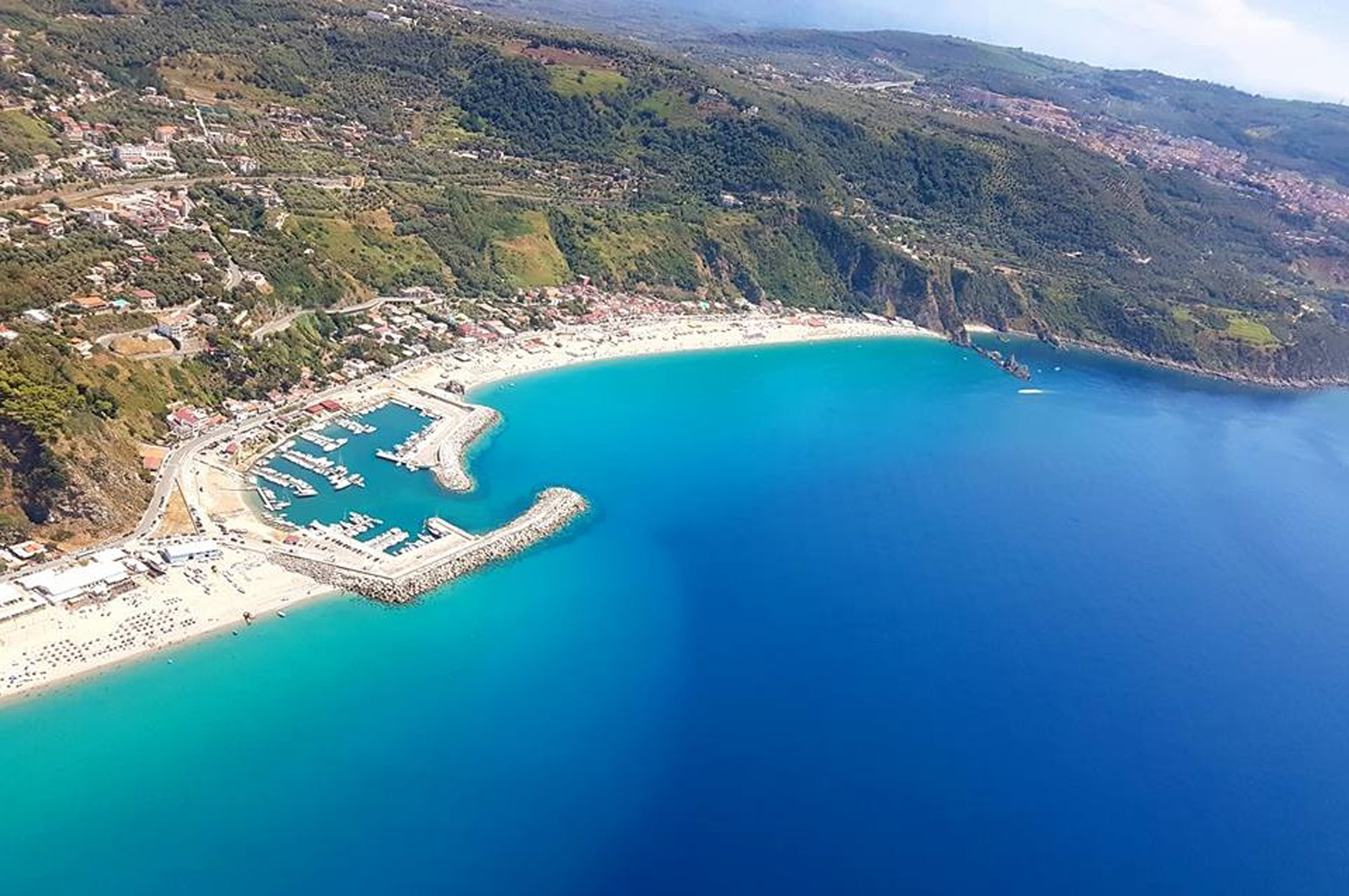
Il lungomare Tonnara di Palmi e il porto turistico.

### Servizi
Il terziario è il principale traino dell'economia cittadina, soprattutto per la presenza di uffici pubblici e privati, questi ultimi legati all'ubicazione in città delle istituzioni del circondario giudiziario.

### Turismo
Palmi è un comune a vocazione turistica balneare. La spiaggia di Rovaglioso ha ottenuto, nel 2013, il riconoscimento da parte di Legambiente quale spiaggia più bella della Calabria e tra le prime 17 spiagge d'Italia.
Le spiagge del Lido di Palmi,  hanno ottenuto nel 2014 l'assegnazione di 3 "vele" della Guida Blu, di Legambiente e nel 2020 per la quarta volta consecutiva la Bandiera Verde delle spiagge.

## Infrastrutture e trasporti

### Strade
- Autostrada A2 del Mediterraneo. La città è raggiungibile dallo svincolo di Palmi;
- Strada statale 18 Tirrena Inferiore;
- SP 27 Palmi - Seminara;
- SP 32 Palmi - Taurianova.

### Ferrovie

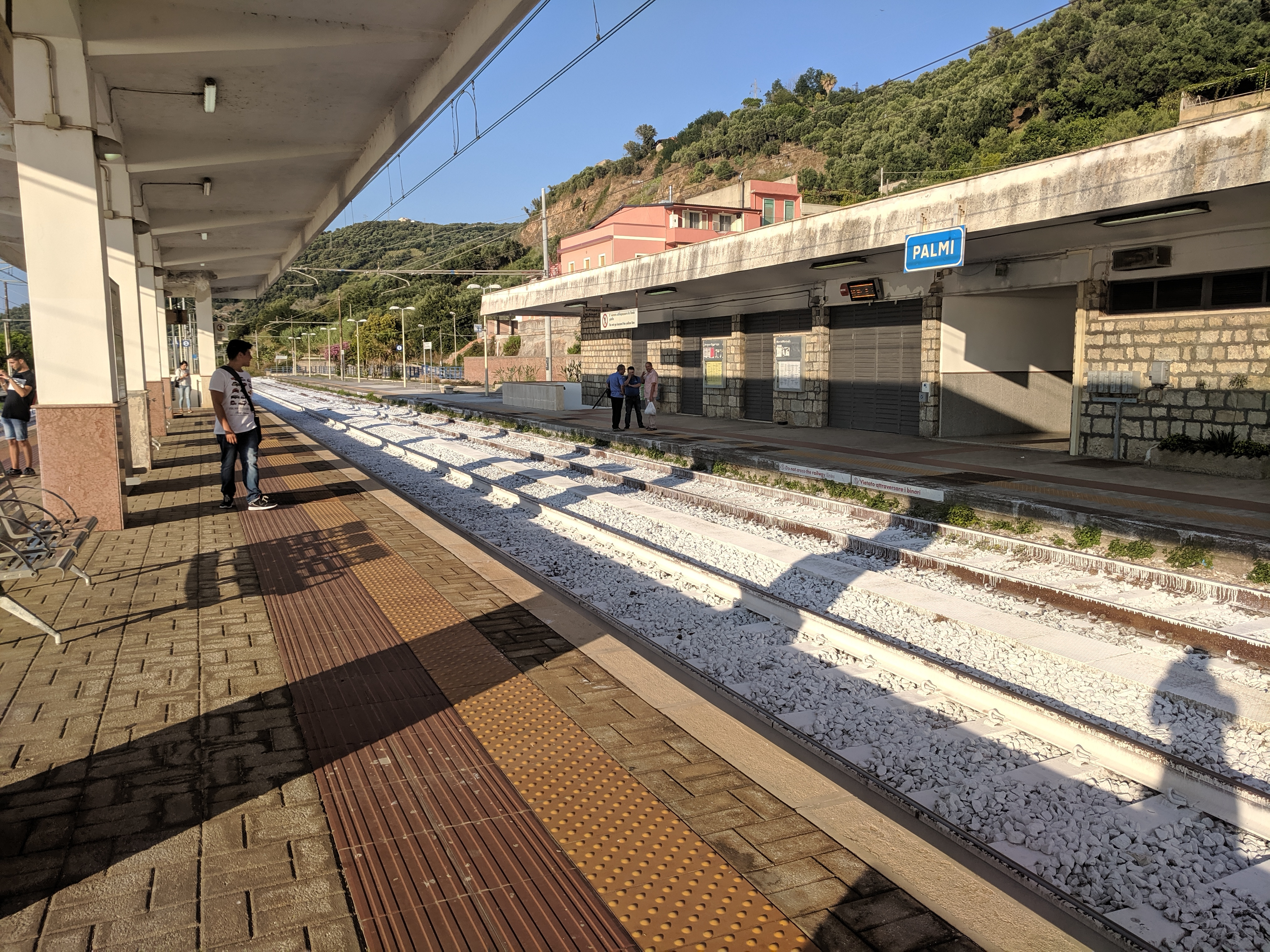
La stazione RFI di Palmi.

Il territorio comunale è attraversato da due linee ferroviarie: la Ferrovia Tirrenica Meridionale Battipaglia-Reggio Calabria, gestita dalla RFI SpA, e la Ferrovia Gioia Tauro-Palmi-Sinopoli gestita dalle Ferrovie della Calabria (attualmente sospesa nell'esercizio). Le stazioni cittadine sono le seguenti:
- Stazione di Palmi;
- Stazione di Taureana (Dismessa);
- Stazione di Palmi (FC);
- Stazione di San Fantino.

### Porti

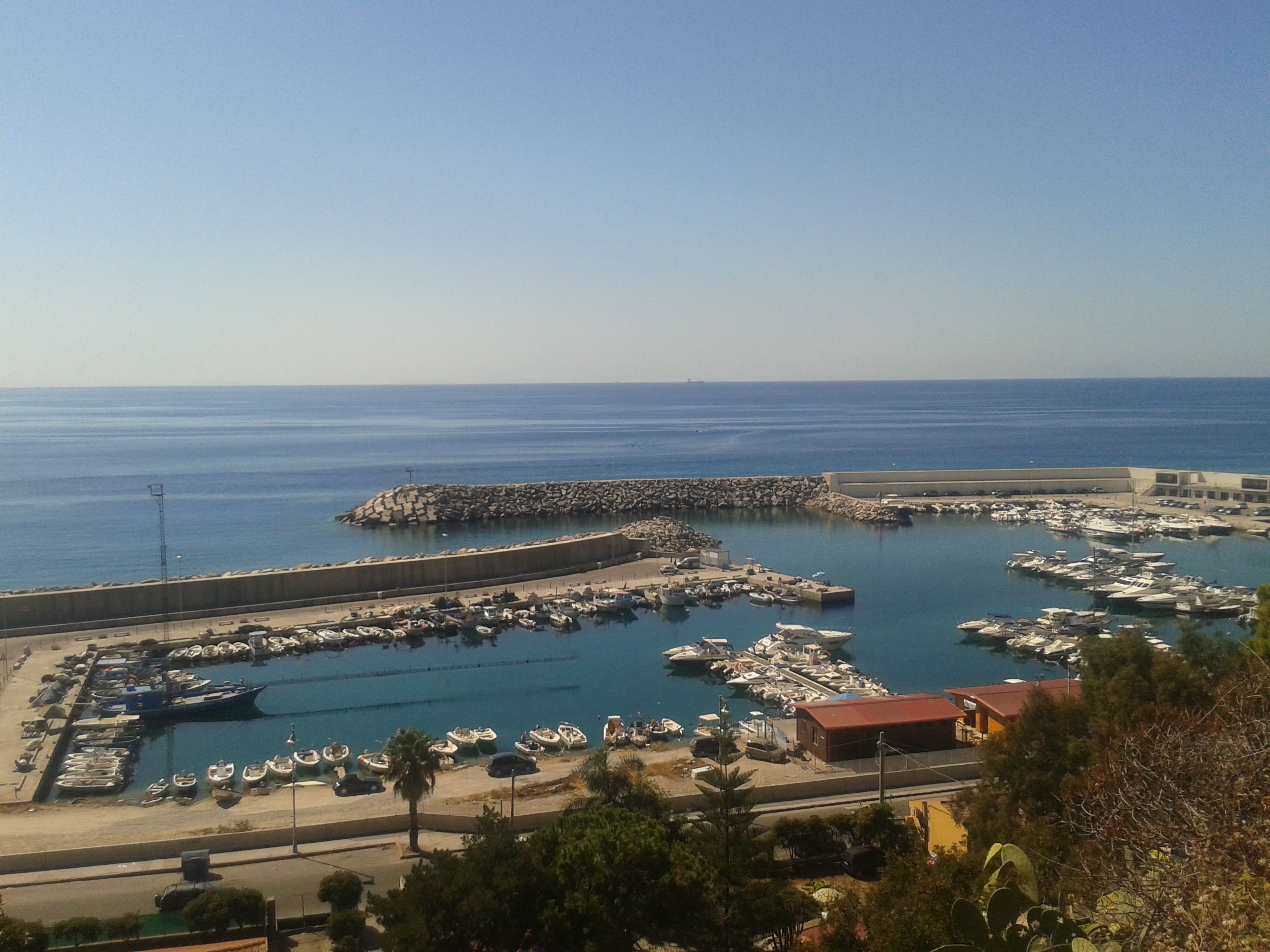
L'ingresso del porto di Palmi.

Nel territorio comunale è presente il Porto turistico di Taureana di Palmi, che conta 200 posti barca.

### Mobilità urbana
I trasporti urbani della città vengono svolti con autoservizi di linea gestiti dall'azienda comunale denominata "Piana Palmi Multiservizi". La PPM è una delle quattro aziende comunali di trasporto pubblico locale presenti in Calabria e Palmi è l'unico comune regionale non capoluogo ad avere tale servizio. Le Ferrovie della Calabria ed alcune società private gestiscono invece i trasporti interurbani tra Palmi e gli altri centri della provincia.

## Amministrazione

### Gemellaggi
Palmi è gemellata con le seguenti località:
- Viareggio;[176]
- Varazze.[177]
- Messina, dal 2024[178]

## Sport

Immagine dell'amichevole U.S. Palmese-A.S. Roma del 1934.

### Calcio
La principale società calcistica è l'Unione Sportiva Palmese, fondata nel 1912 e militante nel campionato di Eccellenza. Nella sua storia ha preso parte a quattro campionati dell'odierna Serie C e a ventuno campionati dell'attuale Serie D, oltre ad una partecipazione alla Coppa Italia.
Altre formazioni del passato, che hanno disputato campionati dilettantistici regionali, sono state la Juve Palmi, la F.C. Vigor Palmese e il C.S.I Palmi.

### Pallavolo
In campo maschile le principali società sono: la AS Pallavolo Palmi, nata nel 1972, che ha partecipato a due campionati di Serie B1 e si fregia della stella di bronzo al merito sportivo del CONI; la Pallavolo Palmi Franco Tigano, iscritta attualmente nel campionato di Serie A2, vincitrice nel 2024 dei due trofei nazionali: la Coppa italia Serie A3 e la Supercoppa Italiana Serie A3.
In campo femminile le principali società sono invece: la Golem Volley, che ha raggiunto la Serie A2, disputandovi due stagioni, dopo aver militato per una stagione in Serie B1 e per tre in Serie B2; L'Ekuba Volley Palmi, attualmente iscritta nel campionato di Serie B1 dopo tre stagioni in Serie B2.

### Ciclismo
Nel 1982 Palmi fu sede di partenza dell'undicesima tappa del Giro d'Italia, con arrivo a Camigliatello Silano e nel 2022 è stata nuovamente sede di partenza di una tappa della Corsa Rosa, la sesta, con arrivo a Scalea. In altre dodici occasioni, invece, il Giro è passato dal territorio palmese: la prima nel 1930 e l'ultima nel 2017. Inoltre il comune è stato sede di partenza, o di passaggio, di numerose edizioni del Giro di Calabria e del Giro della Provincia di Reggio Calabria.

### Pallacanestro
Negli anni cinquanta la società C.S.I. Palmi disputò due campionati di serie C. A partire dagli anni ottanta invece la Pallacanestro Palmi, partecipò a campionati interregionali, sponsorizzata dalla Banca Popolare cittadina.

### Rugby
Nel 1997 ebbe sede nel comune la società Rugby Club Palmi, che realizzò per due volte il record italiano di punti segnati da una squadra in una partita.

### Atletica Leggera
Il "Trofeo città di Palmi", patrocinato dalla FIDAL è corso per le vie del centro storico. La società di Atletica leggera, ASD Running Palmi, organizza, il trofeo podistico "CorriPalmi".

### Altri sport
Palmi è stata percorsa dal passaggio della fiamma olimpica dei XX Giochi olimpici invernali di Torino 2006 il 28 dicembre 2005, proveniente da Reggio Calabria e diretta a Catanzaro.

### Impianti sportivi
I principali impianti sportivi della città sono i seguenti:
- Stadio Giuseppe Lopresti (1.500 spettatori, calcio);
- Stadio San Giorgio (1.500 spettatori, rugby e calcio);
- Stadio di Garanta (atletica leggera e calcio);
- PalaSurace (850 spettatori, pallacanestro e pallavolo);
- PalaScatolone (150 spettatori, pallacanestro, pallavolo e tiro con l'arco);
- Poligono di tiro a segno 10, 25 e 50 metri.[186]

In città sono presenti anche tre circoli di tennis, oltre ad un campo da golf da 9 buche in Contrada San Francesco ed alcuni centri sportivi.